# Tourisme en Charente-Maritime
Le tourisme en Charente-Maritime constitue l'un des piliers de l'économie du département.
Seconde destination touristique de la France métropolitaine — se situant après le département du Var et devançant le département de l'Hérault —, la Charente-Maritime accueille chaque année environ trois millions de visiteurs, lesquels entraînent une consommation touristique estimée à 1,6 milliard d'euros en 2011.
À lui seul, le secteur du tourisme représente, pour la seule année 2011, 8 550 emplois directs et près de 20 000 emplois indirects en saison.

## La deuxième destination touristique de France

### Une clientèle à majorité française
Sur les 35,2 millions de nuitées enregistrées en 2007, le ratio est de 85 % de touristes français pour 15 % de touristes étrangers, dont 37 % de Britanniques, 26 % de Néerlandais, 15 % d'Allemands, 12 % de Belges et de Luxembourgeois.
La majorité des visiteurs sont originaires de France, ceux-ci proviennent principalement du reste de la région Nouvelle-Aquitaine, de l'Île-de-France, du Centre-Val de Loire et d'Auvergne-Rhône-Alpes.

### Les Britanniques, première clientèle étrangère
La clientèle étrangère, représentée majoritairement par les Européens de l'Ouest, constitue une part non négligeable des nuitées enregistrées dans le département.
Les touristes étrangers proviennent essentiellement de l'Europe de l'Ouest, avec une majorité écrasante des Îles Britanniques, de l'Allemagne et du Benelux (Pays-Bas, Belgique et Luxembourg).

## La capacité d'accueil touristique

### Les résidences secondaires
Selon le recensement général de la population du 1er janvier 2008, 24,0 % des logements disponibles dans le département étaient des résidences secondaires.
Ce tableau indique les principales communes de la Charente-Maritime dont les résidences secondaires et occasionnelles dépassent 10 % des logements totaux.

## Le tourisme de loisirs
Le tourisme de loisirs, en particulier le tourisme balnéaire, est à l'origine du développement touristique du département.

### Tourisme balnéaire

#### Le développement du tourisme balnéaire en Charente-Maritime

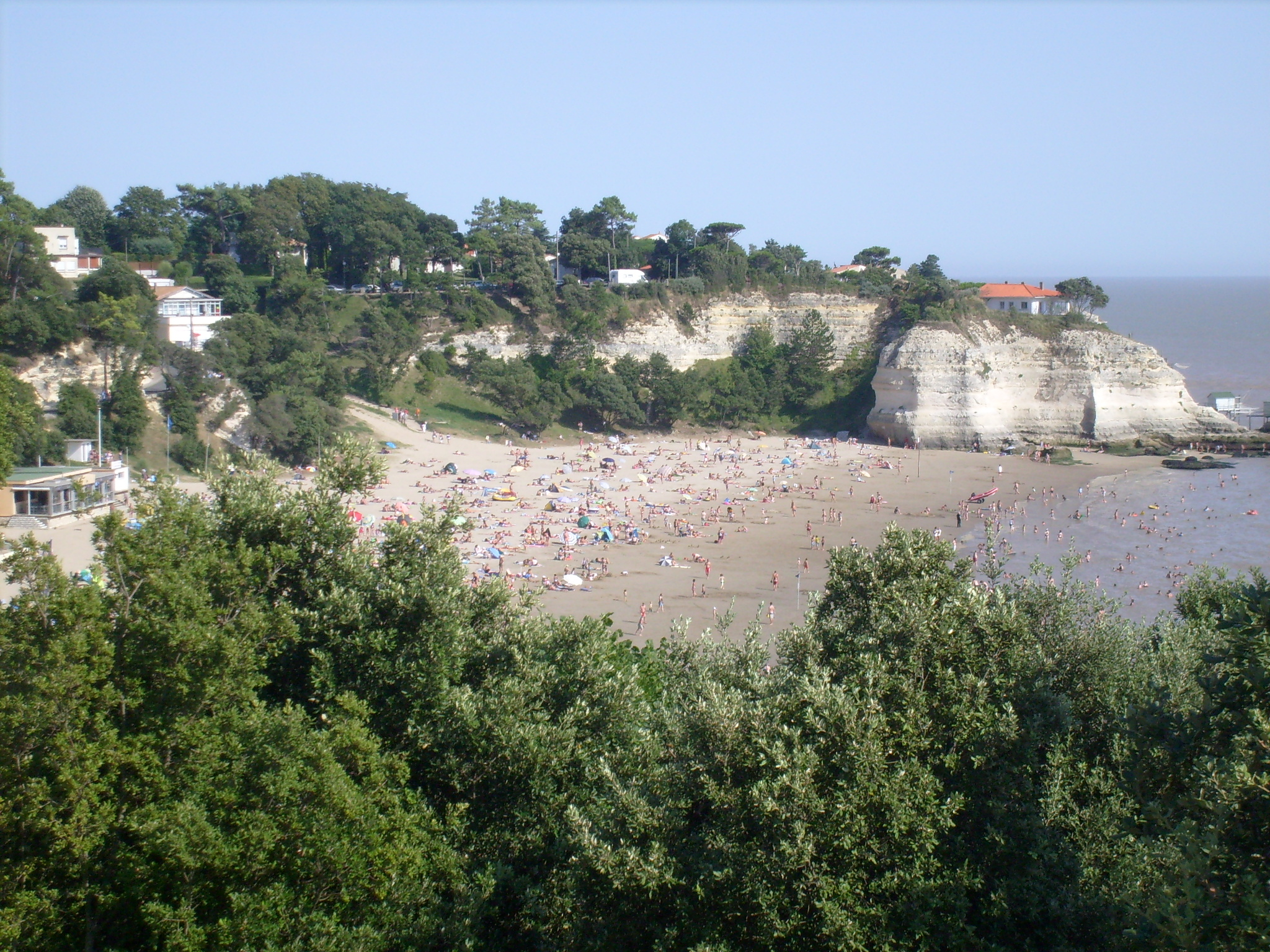
La plage des Nonnes à Meschers-sur-Gironde.

Le tourisme balnéaire est la plus ancienne forme de tourisme pratiqué en Charente-Maritime et le demeure largement encore aujourd'hui à cause du puissant attrait que représente l'océan.
Le tourisme balnéaire représente une part importante du tourisme en Charente-Maritime. Cette situation s'explique par la présence d'une importante façade maritime (460 kilomètres de côtes, 150 kilomètres de littoral) comportant quelque 110 plages aménagées.

#### Les quatre grands domaines balnéaires de la Charente-Maritime

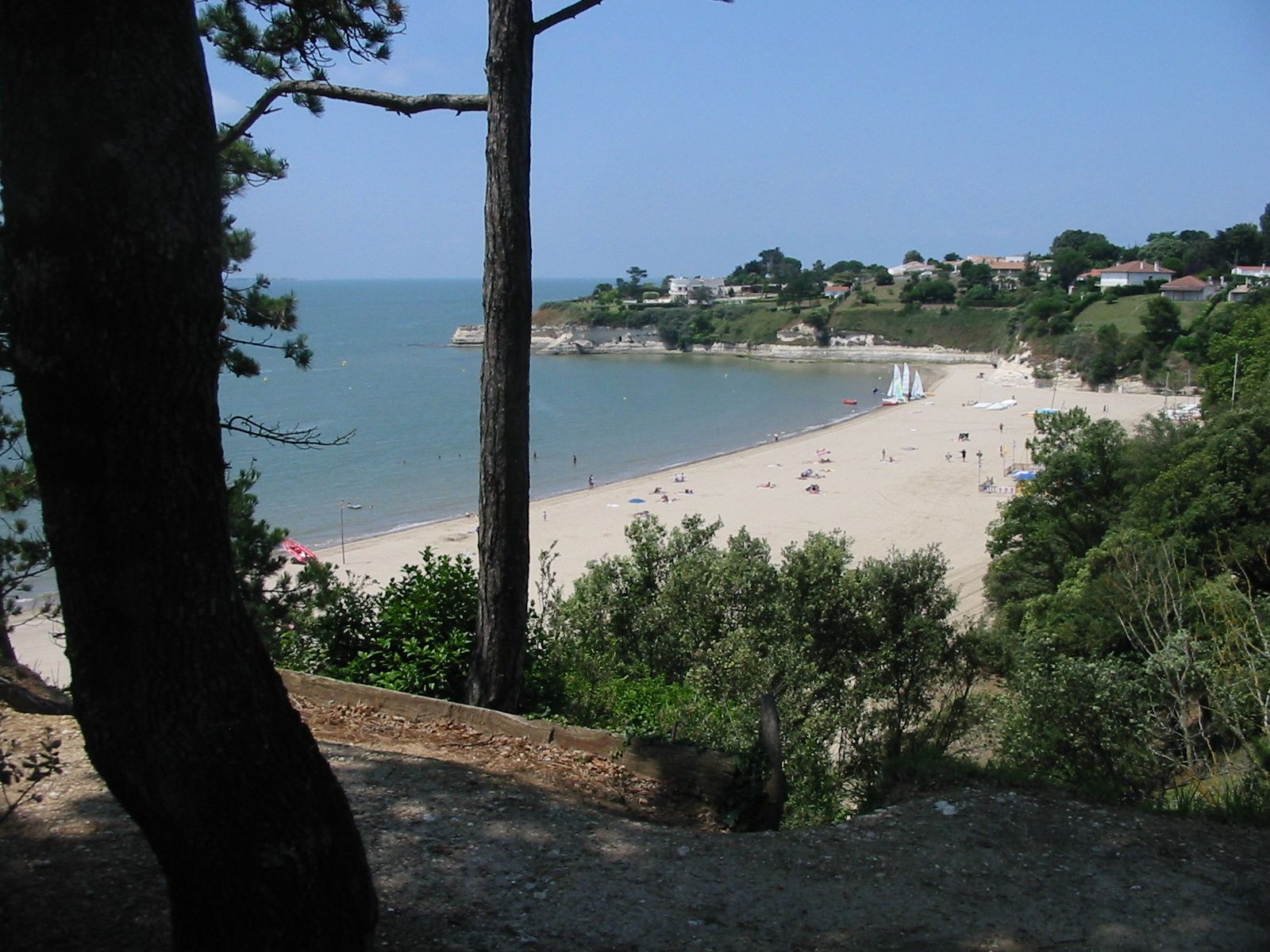
Une des plages de Meschers-sur-Gironde, station balnéaire de la côte de Beauté.

Le littoral charentais isole quatre grands domaines balnéaires où la qualité des sites concourt considérablement à leur renommée et à leur fréquentation.
- La Côte de Beauté
- L'archipel charentais
- La côte de l'Aunis
- Le littoral compris entre l'embouchure de la Charente et l'embouchure de la Seudre.

#### Les principales stations balnéaires de la Charente-Maritime
Les stations balnéaires de la Charente-Maritime sont nées pour la plupart d'entre elles dans le courant du XIXe siècle, généralement pendant le Second Empire, et beaucoup plus rarement au siècle suivant comme celle de La Palmyre. Parmi ces stations, huit peuvent être identifiées comme telles sur le littoral charentais.
- Royan
- Saint-Georges-de-Didonne
- Saint-Palais-sur-Mer
- La Palmyre
- Ronce-les-Bains
- Saint-Trojan-les-Bains
- Fouras
- Châtelaillon-Plage

### Tourisme de santé

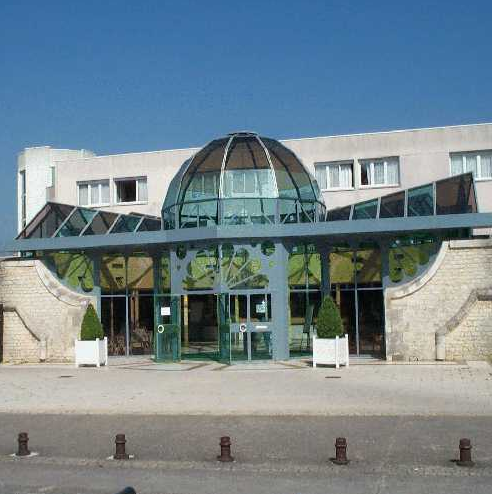
L'entrée principale des thermes de Rochefort.

Le tourisme a beaucoup contribué au développement du tourisme de santé qui se décline en deux volets en Charente-Maritime, le thermalisme et la balnéothérapie.
Le département dispose de trois stations thermales dont deux accueillent plus de 10 000 curistes par an.
- La station thermale de Rochefort
- La station thermale de Jonzac
- La station thermale de Saujon

Outre le thermalisme, la balnéothérapie est présente avec plusieurs centres de thalassothérapie qui sont implantés majoritairement dans les îles (Sainte-Marie-de-Ré, La Flotte et Ars-en-Ré dans l'île de Ré et Saint-Trojan-les-Bains dans l'île d'Oléron) et sur le littoral (Châtelaillon-Plage, Royan et Saujon).

### Tourisme de plaisance
La configuration du littoral de la Charente-Maritime avec ses côtes découpées, ses larges et profonds estuaires et son archipel isole de véritables petites mers intérieures - que les géographes ont appelé la « mer des Pertuis » - favorisant la navigation de plaisance.
Trois grands ports de plaisance sont situés sur la côte charentaise.

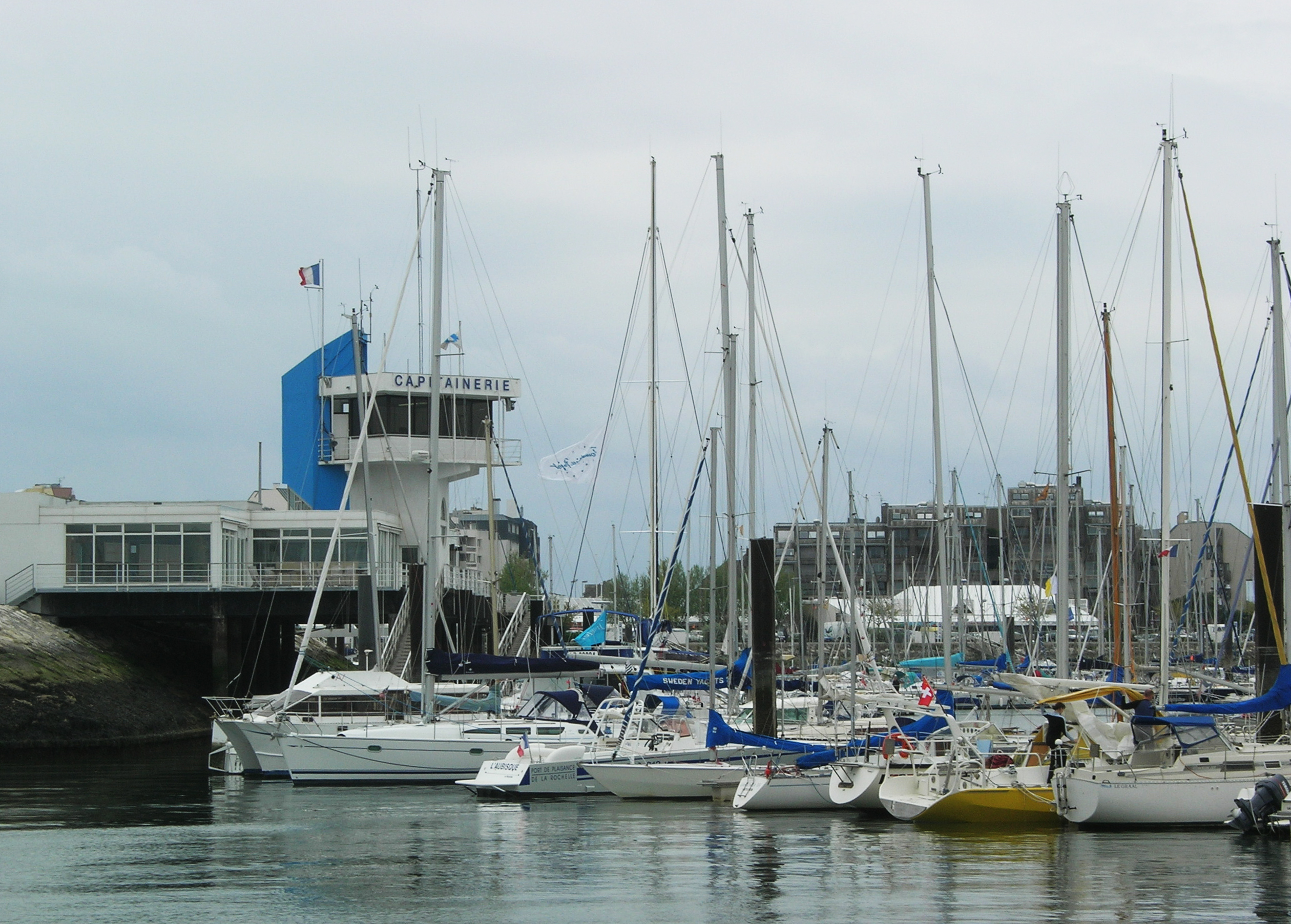
La Rochelle dispose avec le port des Minimes du plus grand port de plaisance de la côte atlantique de la France.

- La Rochelle possède le premier port de plaisance de toute la côte atlantique de la France avec le port des Minimes qui a une capacité actuelle d'accueil de 3 600 bateaux de plaisance. Depuis 2011, il est l'objet d'un agrandissement de ses capacités d'accueil qui seront portées dans un futur proche à 4 800 unités.
- Le deuxième port de plaisance du département est celui de Royan qui est en même temps le troisième de toute la côte atlantique de la France. Situé à l’embouchure de la Gironde, il peut recevoir 1 000 bateaux de plaisance.
- Le troisième port de plaisance du littoral charentais est celui de Saint-Denis-d'Oléron, au nord de l'île d'Oléron, qui peut recevoir 730 bateaux de plaisance dans son bassin, récemment agrandi et modernisé[3].

#### Les croisières touristiques

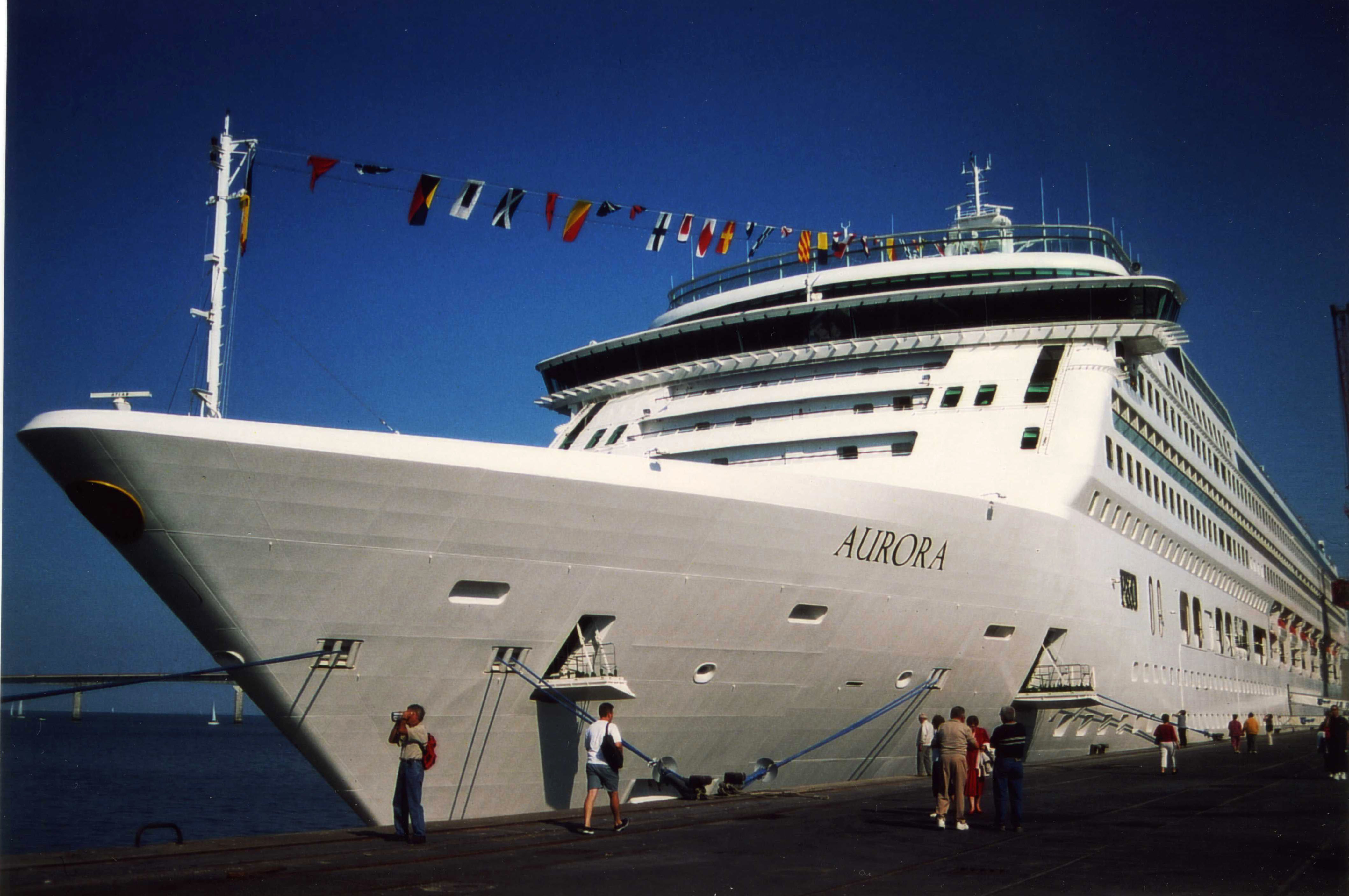
Le paquebot de croisière MS Aurora en escale au môle d'escale du port de La Pallice, avant-port de La Rochelle.

La Pallice est le premier port d'escale des croisiéristes de la côte Atlantique de la France.
En effet, depuis le début du XXIe siècle, son port accueille de grands paquebots de croisière qui drainent plus de 35 000 passagers en moyenne annuelle. Ces paquebots accostent au site du môle d'escale du port de La Pallice, avant-port de La Rochelle, pendant la période touristique qui va du mois d'avril au mois d'octobre de chaque année et concerne une clientèle principalement étrangère, d'origine le plus souvent anglo-américaine et aussi scandinave.

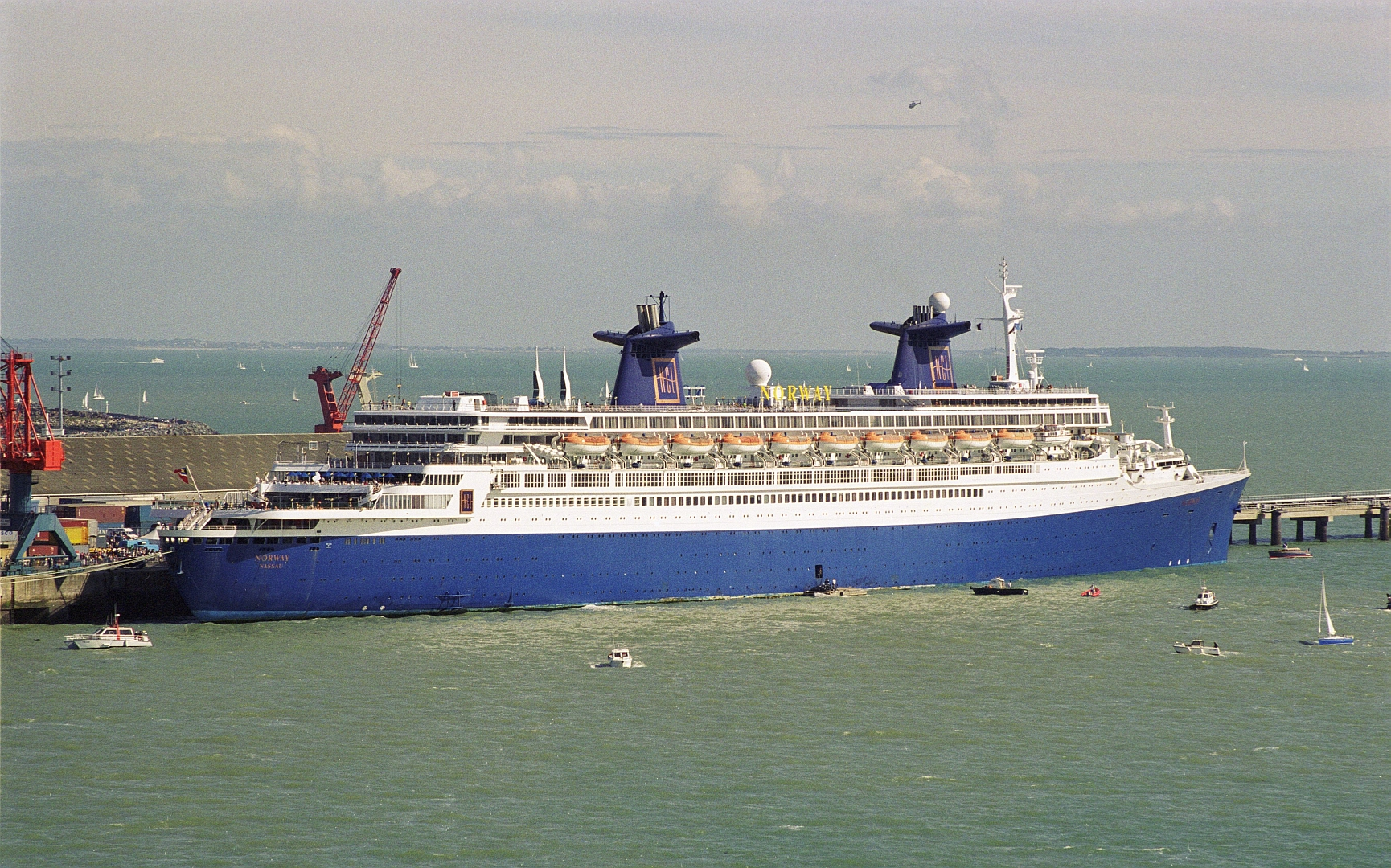
Le célèbre paquebot de croisière le Norway a accosté à La Pallice le 31 juillet 1998.
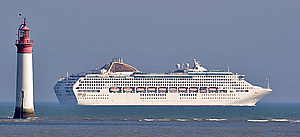
L'Océana quitte le port de La Pallice où La Rochelle est devenue un lieu d'escale pour les paquebots.
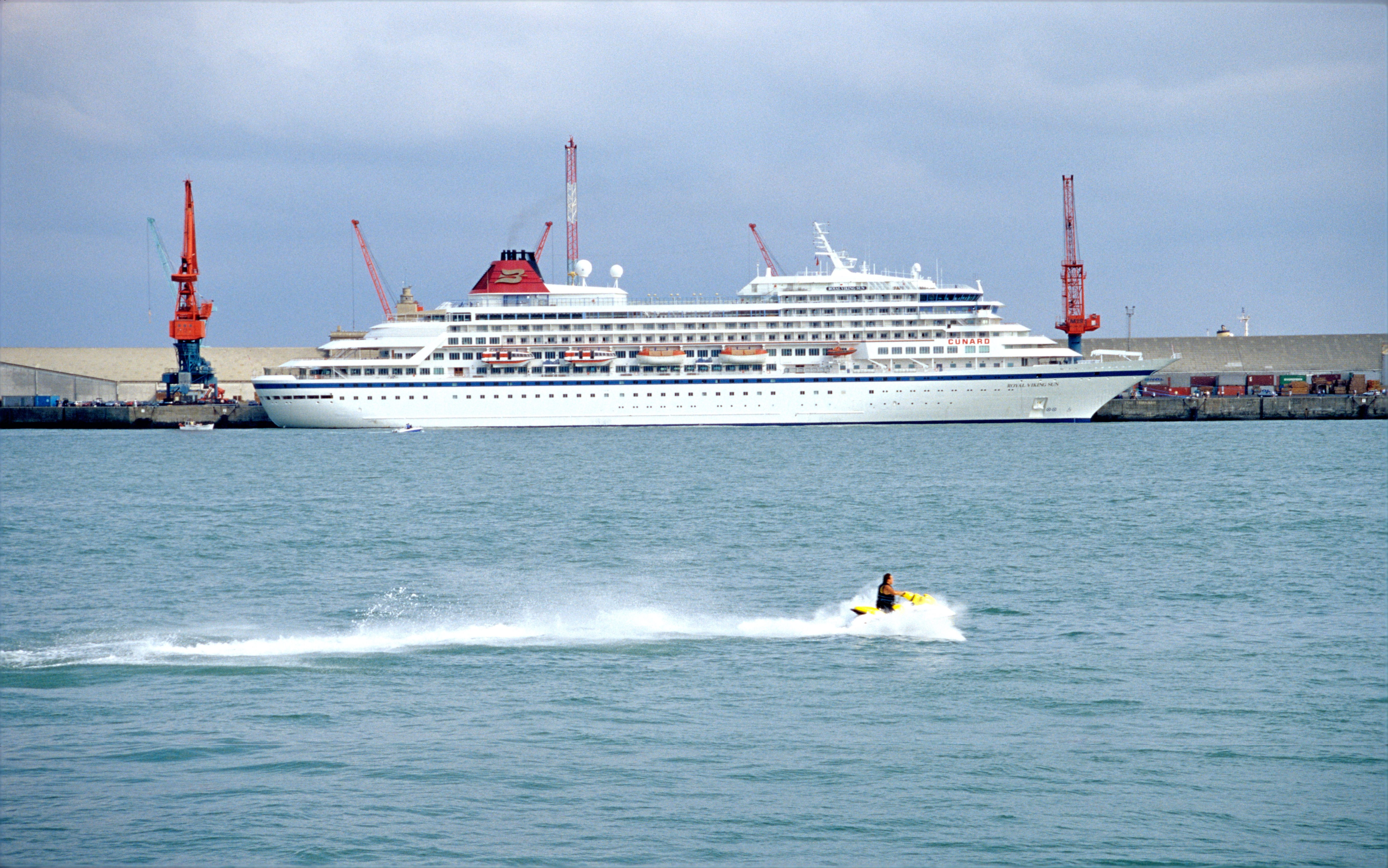
Le paquebot de croisière Royal Viking Sun au large du port de La Pallice.
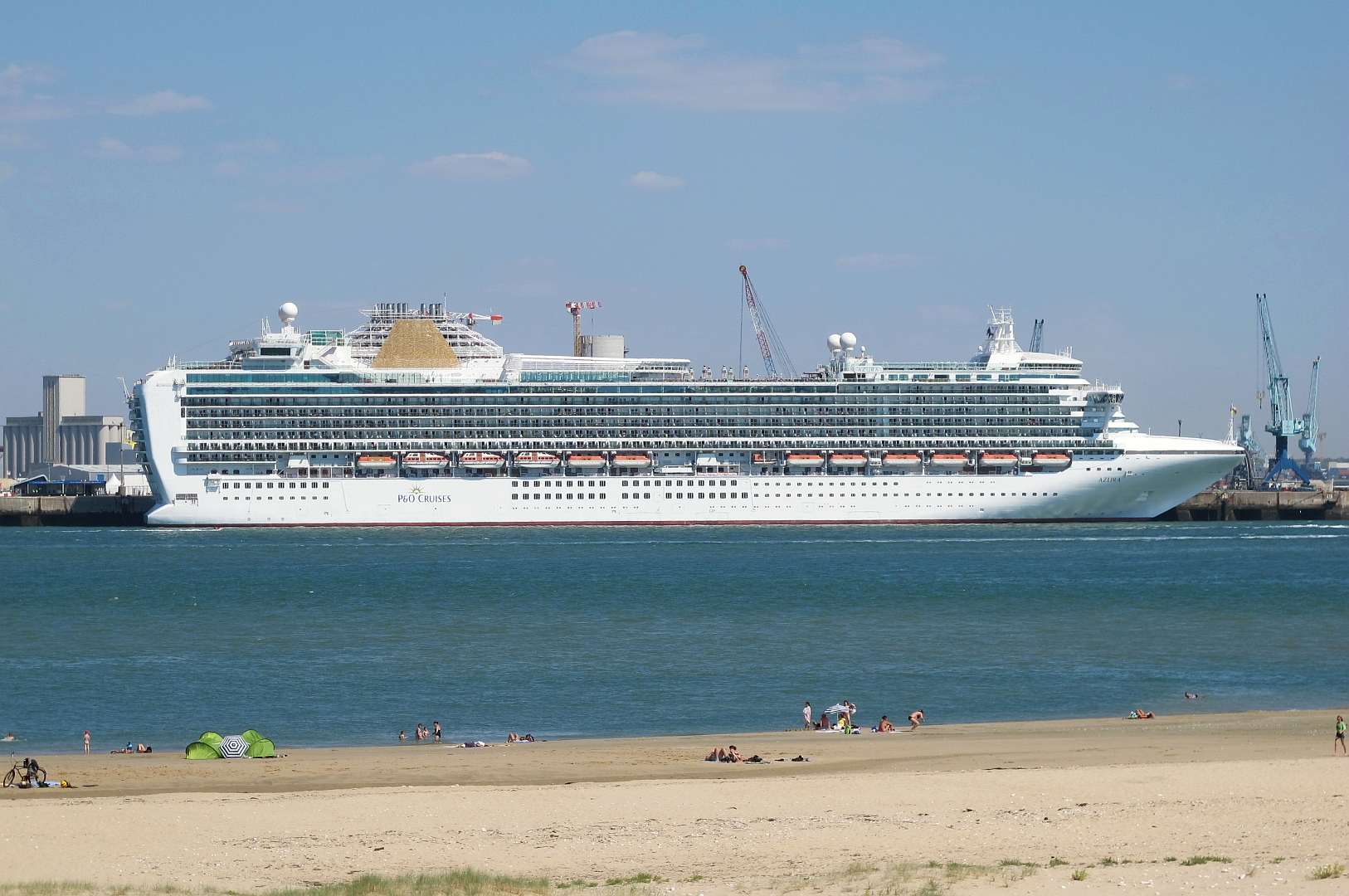
Le MS Azura en escale au port de La Pallice avec 3076 passagers[5] le 25 juillet 2012.

## Le tourisme urbain

### Les villes d'art et d'histoire
De plus, certaines villes sont devenues de véritables lieux emblématiques tels que le vieux-port de La Rochelle ou la ville de Royan, détruite dans sa quasi-totalité pendant la seconde guerre mondiale et reconstruite selon les canons de l'architecture moderniste en vigueur dans les années 1950.
Pour leur part, Saintes, Rochefort et Royan, grâce à leur patrimoine architectural de grande valeur historique, bénéficient du label prestigieux de villes et pays d'art et d'histoire » .
Enfin, quelques petites villes du département méritent à elles-seules le détour pour leur patrimoine urbain heureusement préservé comme celui de Saint-Jean-d'Angély, de Marennes, de Surgères, de Pons ou de Jonzac.

## Le tourisme vert

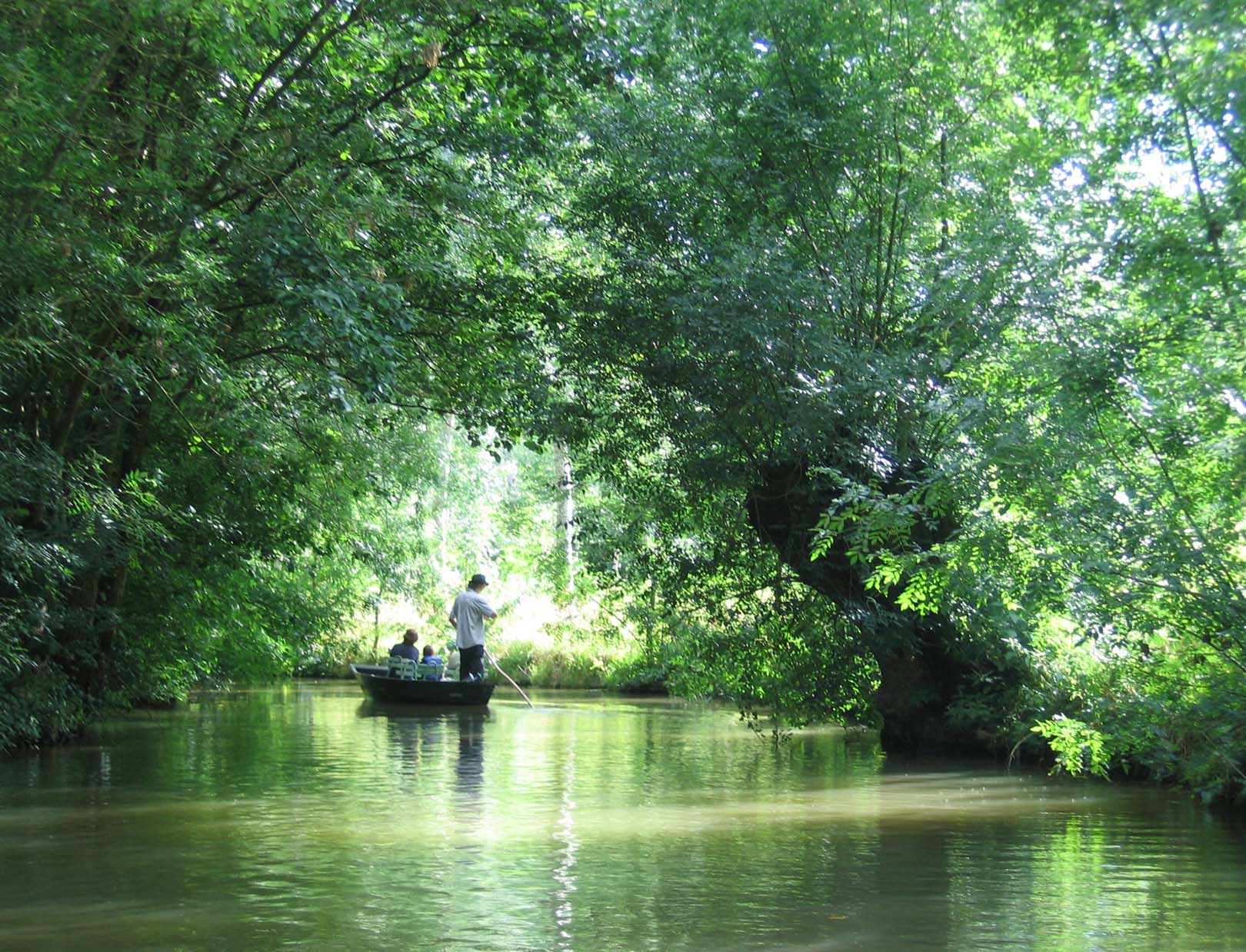
Le parc interrégional du Marais Poitevin

La Charente-Maritime accueille une partie du parc interrégional du marais poitevin, dont 26 % est situé sur le territoire départemental.
Quinze « pôles-natures » ont été aménagés sur l'ensemble du territoire départemental, afin de mettre en valeur et de préserver des lieux considérés comme important au point de vue environnemental (réserves naturelles, écomusées, parcs). On relève ainsi le pôle-nature du marais poitevin, le pôle-nature de Vitrezay, le parc de l'estuaire de Saint-Georges-de-Didonne, la réserve de lilleau des niges d'Ars-en-Ré, l'écomusée du marais salant de Loix, la marais aux oiseaux de Dolus-d'Oléron, le port de salines du Grand-Village-Plage, la réserve naturelle du marais d'Yves, la cabane de Moins à Breuil-Magné, la réserve naturelle de Moëze, les carrières de Crazannes, la station de lagunage de Rochefort, l'asinerie du baudet du Poitou de Dampierre-sur-Boutonne, la maison de la forêt de Montlieu-la-Garde ou la ferme des oiseaux de Geay.
Le département compte presque 102 000 hectares de forêts, dont la forêt domaniale de La Coubre (presqu'île d'Arvert) et la forêt domaniale de Saint-Trojan (île d'Oléron).
Enfin, la Charente-Maritime compte 3 467 kilomètres de pistes cyclables, 4 307 kilomètres de sentiers de randonnées pédestres et 3 000 kilomètres de chemins praticables à cheval.

## Le tourisme patrimonial
Le département de la Charente-Maritime abrite un grand nombre de lieux d'importance patrimoniale qui contribuent largement à sa renommée touristique que ce soit dans les villes, les villages ou encore sur le littoral.

### Les sites et les monuments classés

#### Les monuments classés par l'Unesco

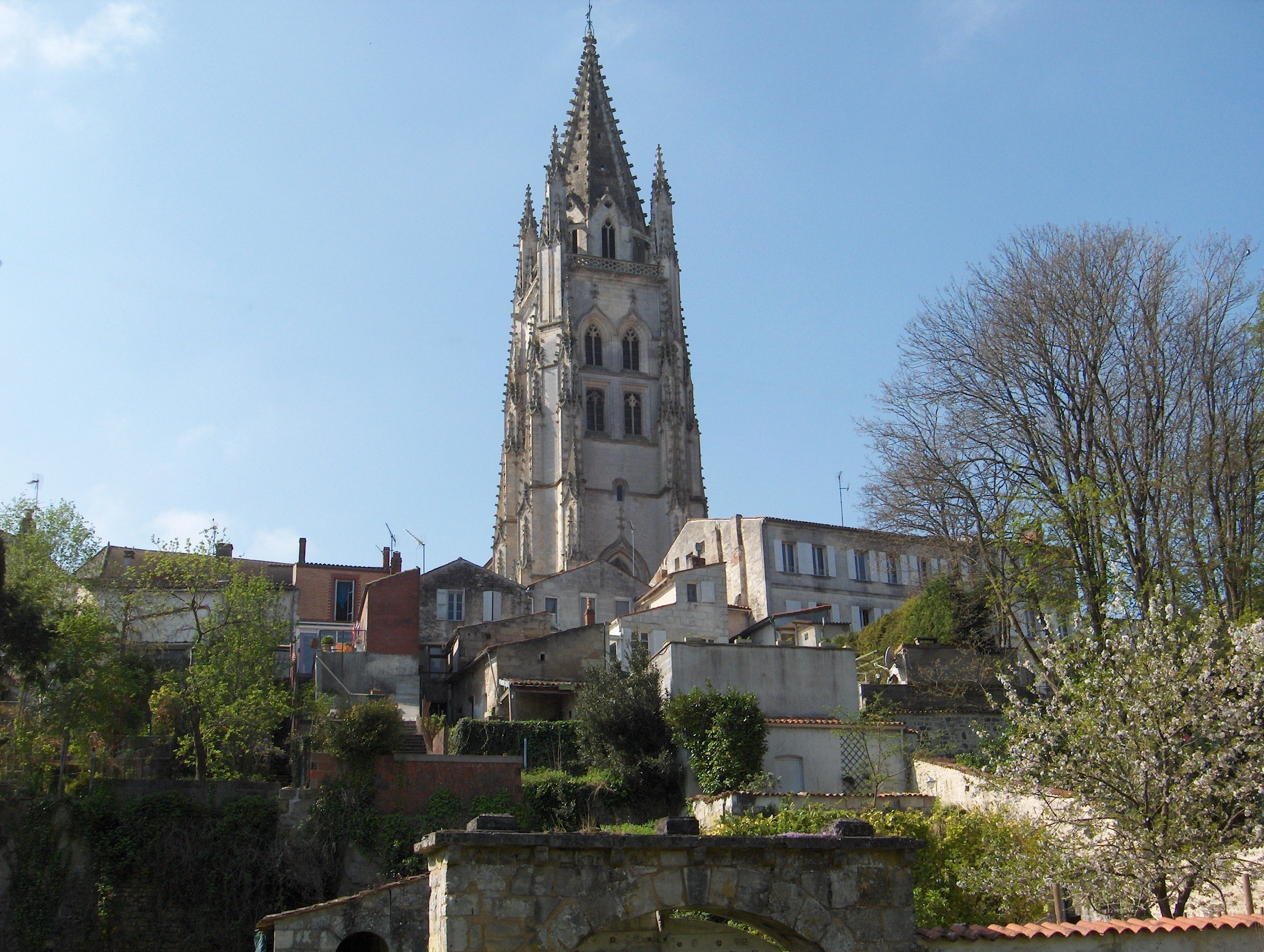
La basilique Saint-Eutrope fait partie du prestigieux patrimoine de l'Unesco.

La Charente-Maritime possède cinq monuments inscrits sur la liste prestigieuse du patrimoine mondial de l'humanité par l'Unesco. Ceux-ci font partie des 878 édifices et sites mondiaux et contribuent à influencer fortement l'économie touristique du département. Il s'agit des monuments suivants : 
- - Église Saint-Pierre-de-la-Tour d'Aulnay,
  - Hôpital des pèlerins de Pons,
  - Basilique Saint-Eutrope de Saintes,
  - Abbaye royale de Saint-Jean-d'Angély,
  - Citadelle de Saint-Martin-de-Ré.

À ceci s'ajoutent plus d'un millier de monuments classés ou inscrits aux monuments historiques, dont un très grand nombre d'églises romanes et de châteaux.

#### Les plus beaux villages de France

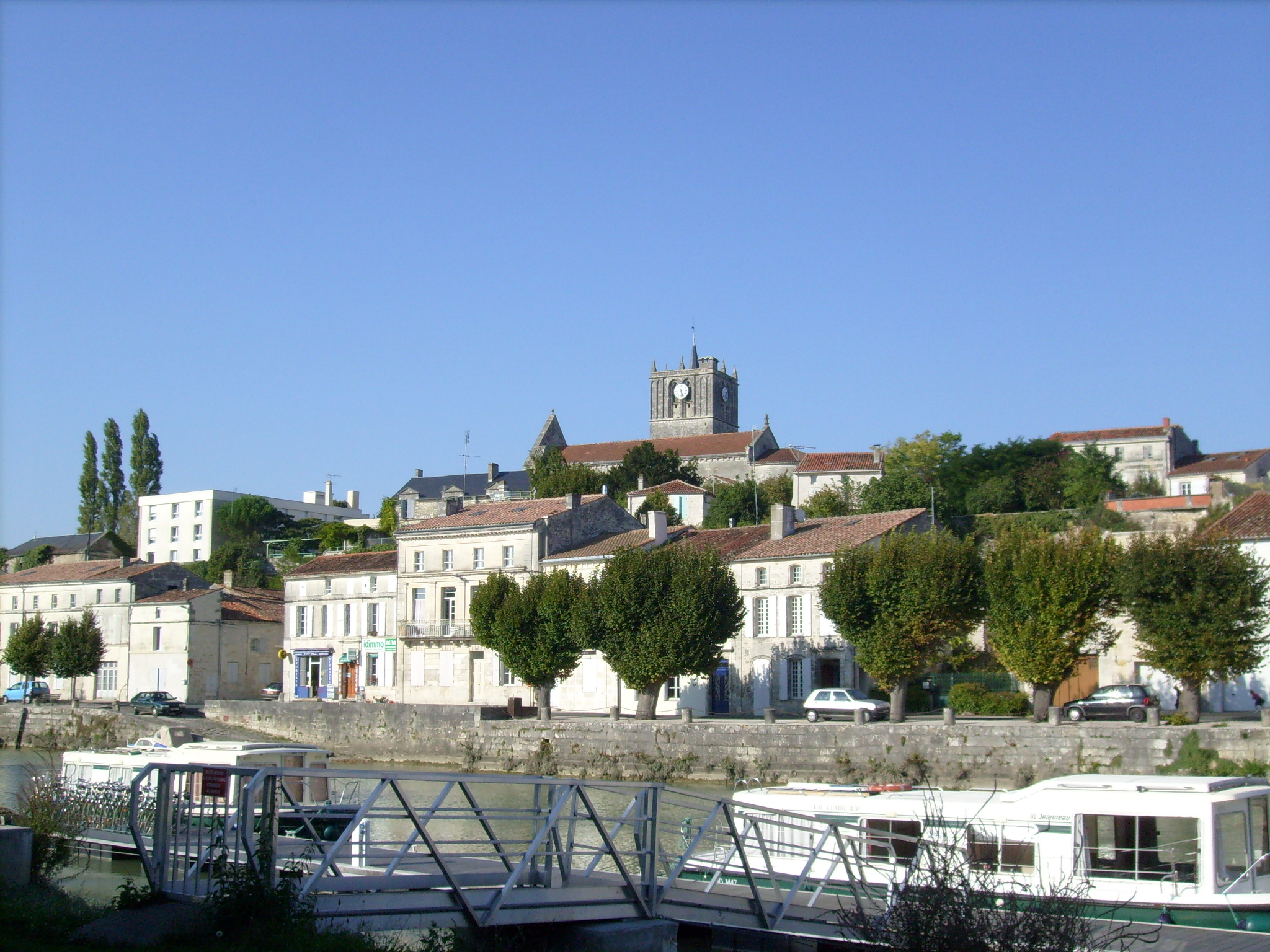
Saint-Savinien, une ravissante petite cité sur la Charente.

Le département compte par ailleurs cinq villages labellisés plus beaux villages de France. :
- - Ars-en-Ré
  - Brouage
  - La Flotte
  - Mornac-sur-Seudre
  - Talmont-sur-Gironde

Si d'autres villages et bourgs n'ont pas bénéficié de ce prestigieux label, il n'en reste pas moins qu'existent dans le département des sites agréables et recherchés autant pour leur intérêt que pour leur animation. Parmi ceux-ci, il convient de citer le village de Dampierre-sur-Boutonne, situé dans l'agreste vallée de la Boutonne et qui vit au rythme de son château Renaissance, ou bien, près de la riante vallée de la Charente, le village perché de Saint-Sauvant, considéré comme la « Rocamadour » de la Saintonge, ou encore la petite cité de Saint-Savinien, nichée sur une boucle de la Charente, qui est à bien des égards un site remarquable.

### La richesse monumentale

#### Le patrimoine religieux
Les églises romanes les plus remarquables sont celles qui sont situées dans la région de Pons dans un rayon d'une vingtaine de kilomètres autour de la ville parmi lesquelles sont les prestigieuses églises romanes de style saintongeais de Rétaud, Rioux, Corme-Royal, Pérignac, Chadenac, Échebrune, Biron ou Marignac.

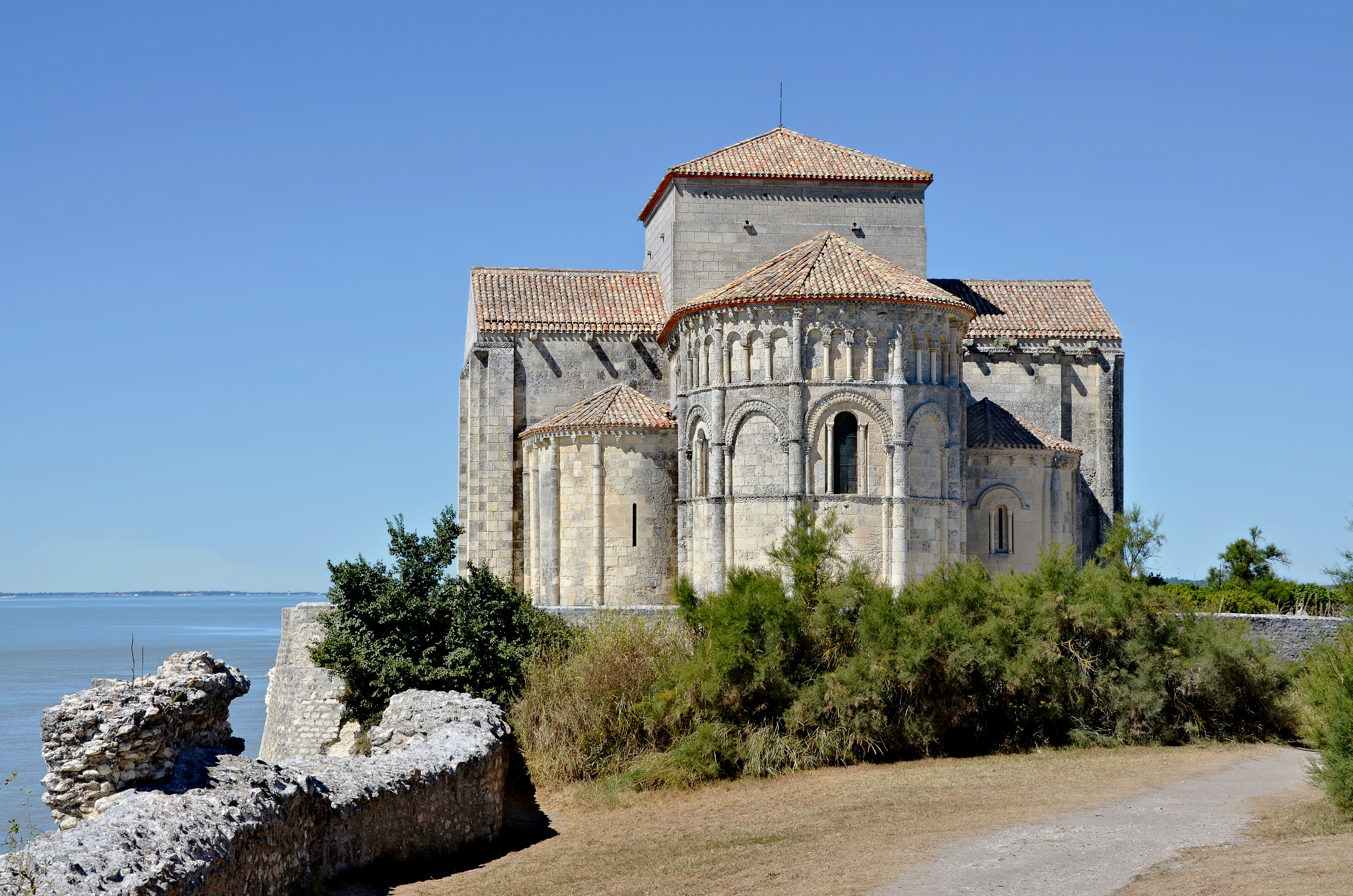
L'église romane de Talmont au bord de l'estuaire de la Gironde.

D'autres églises non moins remarquables attirent le regard, celle de Surgères en est certainement la plus belle en terre d'Aunis, tandis que d'autres églises de Saintonge comme celles d'Échillais, Pont-l'Abbé-d'Arnoult, Matha, Fenioux ou encore de Marennes ne peuvent laisser indifférents les amateurs éclairés.
Il serait incomplet de ne pas citer deux autres églises assez surprenantes, l'une par son architecture Renaissance et qui est un modèle rare en Charente-Maritime, celle de Lonzac, et la seconde par son site étonnant au bord de l'estuaire de la Gironde, celle de Talmont-sur-Gironde.

#### Les châteaux, logis et manoirs

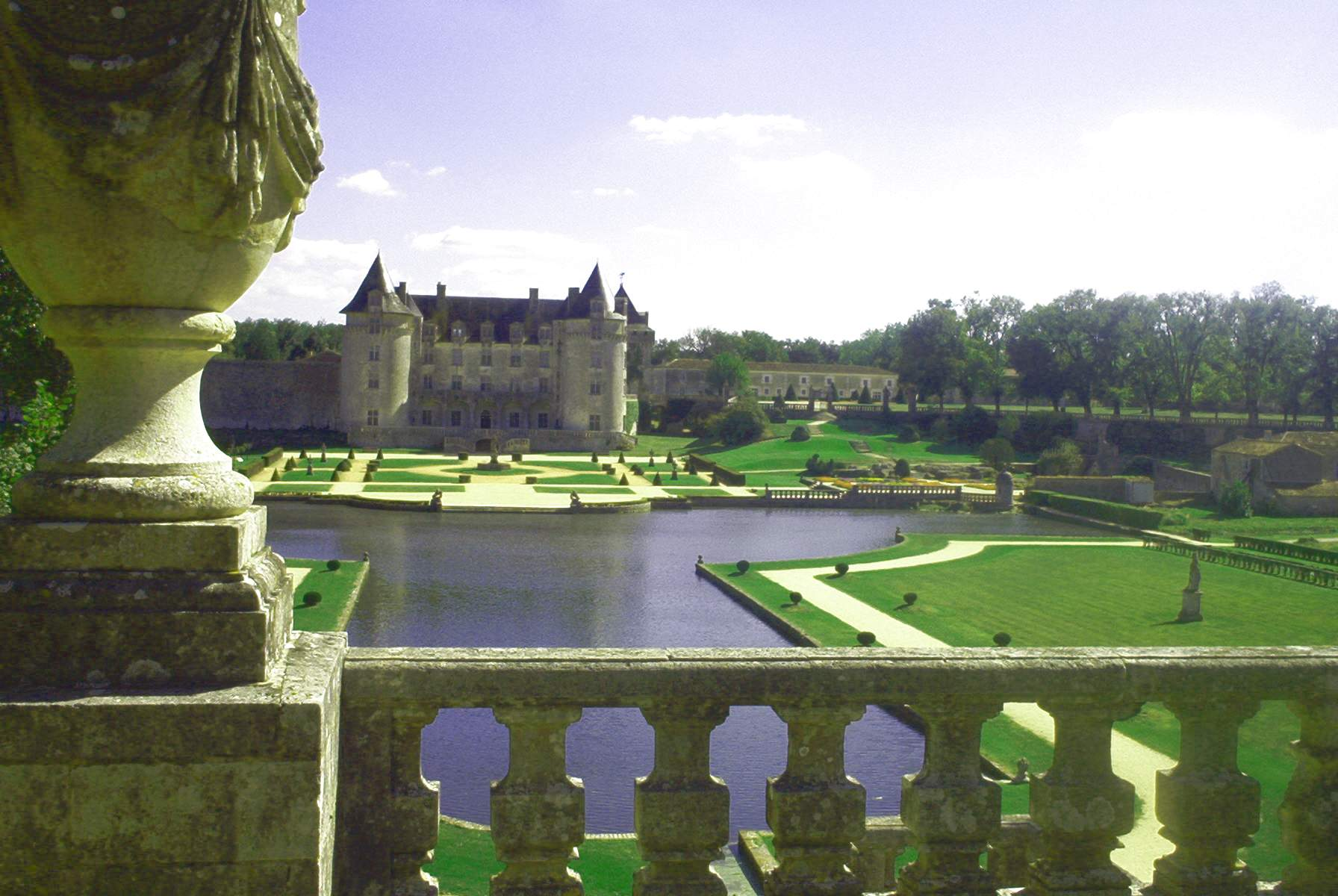
Le château de la Roche-Courbon, un des plus remarquables monuments de la Charente-Maritime.

Si la Charente-Maritime ne peut se prévaloir des châteaux aussi somptueux que ceux du Val de Loire, le département n'est pas pour autant dépourvu d'édifices dignes d'intérêt.
Ainsi, la Charente-Maritime possède des châteaux de toutes les époques, allant de la période médiévale au XIXe siècle et ceux de La Roche-Courbon, proche de Saint-Porchaire, de Crazannes et de Port-d'Envaux en vallée moyenne de la Charente et du Douhet, au nord de Saintes, sont parmi les plus célèbres du département, constituant à eux-seuls un petit Val de Loire en Charente-Maritime.
Il serait notoirement incomplet d'omettre les intéressants châteaux situés près du littoral comme ceux de La Gataudière à Marennes ou de Buzay à La Jarne, aux portes de La Rochelle, tandis que l'arrière-pays abrite de remarquables monuments dispersés aux quatre coins de la campagne saintongeaise comme ceux d'Usson, aux portes de Pons, de Jonzac, de Plassac en Haute Saintonge, ou de Dampierre-sur-Boutonne et de Neuvicq-le-Château en Basse Saintonge.

#### Les fortifications militaires
Le département conserve également un réseau de fortifications littorales datant des XVIIe et XVIIIe siècles et même du XIXe siècle qui faisaient partie de la "ceinture de feu" afin de protéger le grand arsenal militaire de Rochefort.

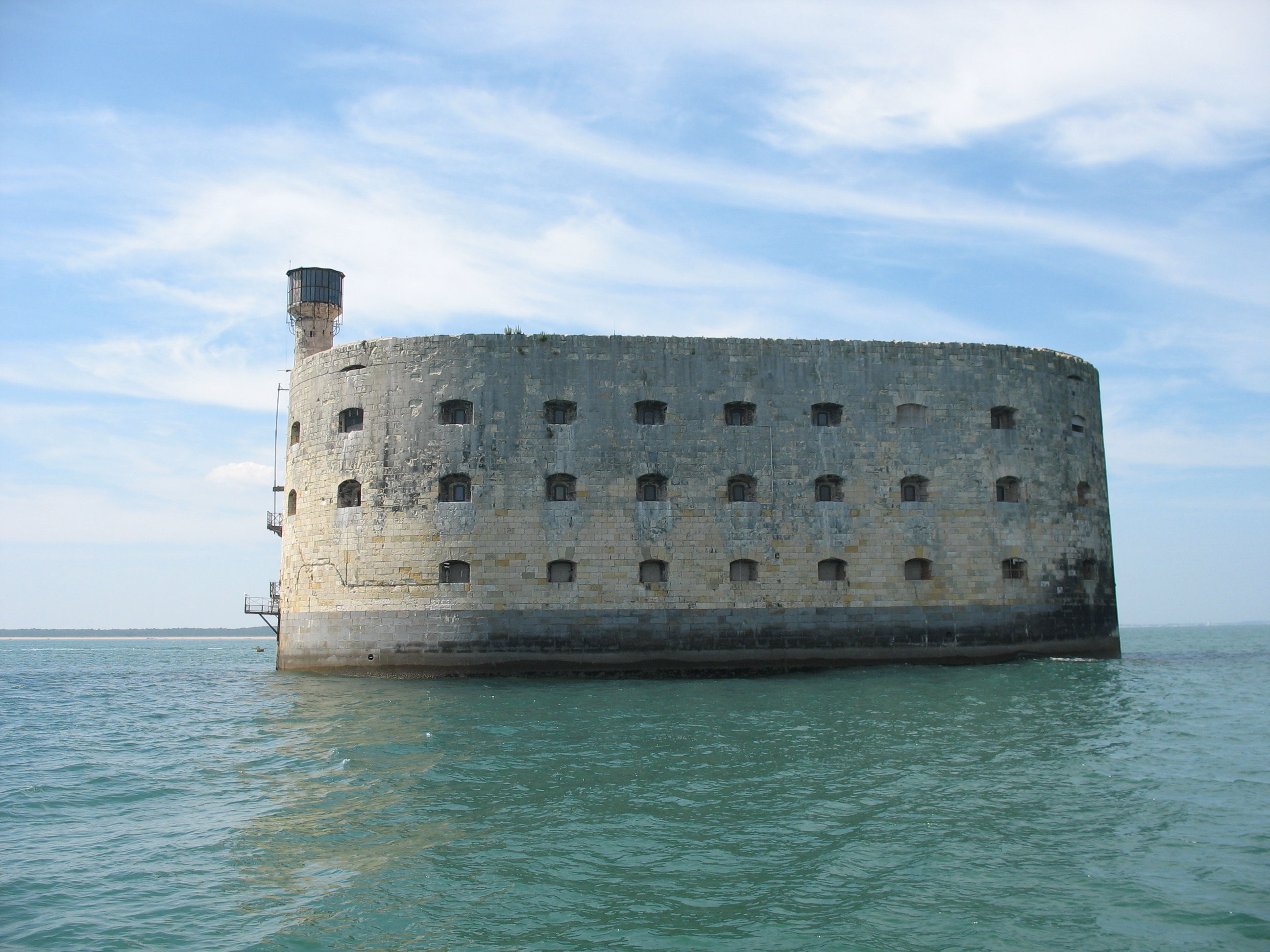
Le Fort Boyard

Outre le célèbre Fort Boyard qui est devenu un des emblèmes touristiques les plus connus de la Charente-Maritime, elles incluent le Fort Louvois, la citadelle du Château-d'Oléron, le Fort-Vauban à Fouras ou le Fort Liédot au large de l'Île-d'Aix, sans oublier la citadelle de Saint-Martin-de-Ré, classée au patrimoine mondial de l'Unesco.
La ville-forte de Brouage, patrie de Samuel de Champlain, compte également parmi les lieux remarquables du département : la cité et les marais qui l'environnent ont, à ce titre, été inscrits sur la liste des Grands sites de France.

## Le tourisme culturel
La richesse culturelle du département se dévoile dans ses nombreux musées qu'ils soient urbains, insulaires ou ruraux mais aussi dans le tourisme évènementiel où certains festivals ont atteint une certaine notoriété.

### Les musées
Grâce à l'effet du tourisme et du développement de la société de loisirs, la Charente-Maritime est devenue, et de très loin, le département le mieux pourvu dans le domaine de la muséographie en Poitou-Charentes.

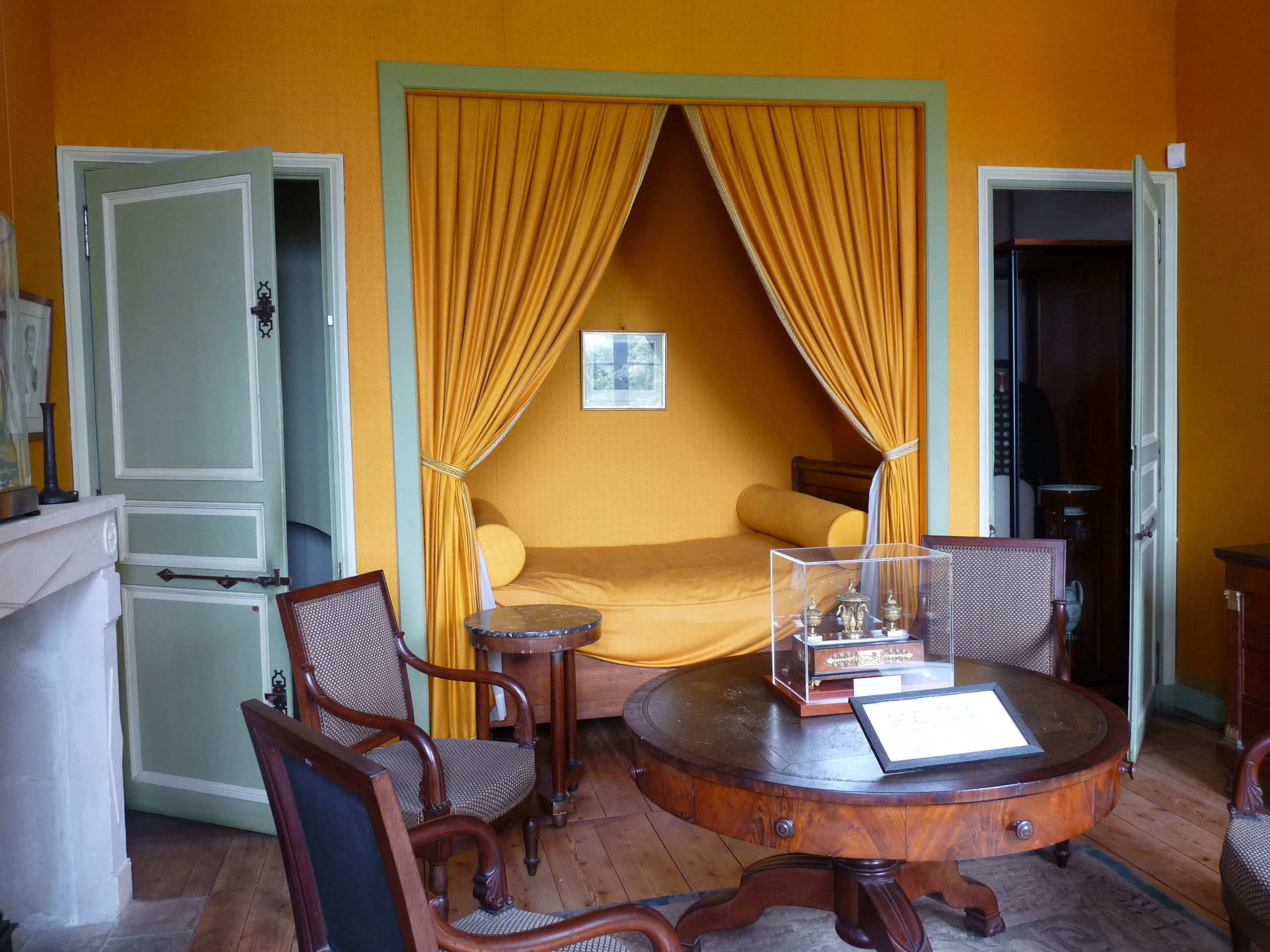
La chambre de Napoléon est située dans le Musée national Napoléon de l'île d'Aix, unique musée de la Charente-Maritime à avoir été labellisé "Musée national".

Le département compte un très grand nombre de musées, environ 70, situés pour la plupart dans les villes, grandes et petites. Mais ce sont les musées situés en milieu littoral qui sont particulièrement nombreux, ayant le seul inconvénient de n'ouvrir qu'à la belle saison. Quant aux musées situés en milieu rural, l'arrière-pays saintongeais et aunisien en recense environ une vingtaine et quelques-uns d'entre eux sont devenus de vraies institutions dans le département.
Si la plupart des musées urbains sont labellisés Musée de France et bénéficient ainsi d'une forte notoriété dont un est estampillé Musée national, les musées des villages du département qui possèdent de riches collections d'objets ne manquent pas pour autant d'intérêt. Certains de ces musées ruraux se sont orientés vers le style des écomusées ou musées de plein air, tandis que d'autres - et ils sont les plus nombreux - sont de véritables lieux de mémoire d'un monde rural en voie de disparition.
Les nombreux touristes et les visiteurs de week-end se trouvent ainsi confrontés à une palette remarquablement étoffée de musées qui offrent des thématiques autant diversifiées qu'animées.

#### Les musées urbains
Les principaux musées urbains de la Charente-Maritime sont concentrés dans les trois principales villes  du département que sont La Rochelle, Rochefort  et Saintes. Ils bénéficient généralement d'un label et sont de vrais pôles culturels pour chacune de ces villes chargées d'histoire et disposant d'un patrimoine urbain remarquable.
- À La Rochelle :
  - Aquarium de La Rochelle
  - Musée des automates
  - Musée des Beaux-Arts
  - Musée du flacon à parfum
  - Muséum d'histoire naturelle
  - Musée maritime
  - Musée des modèles réduits
  - Musée du Nouveau Monde
  - Musée d'Orbigny-Bernon

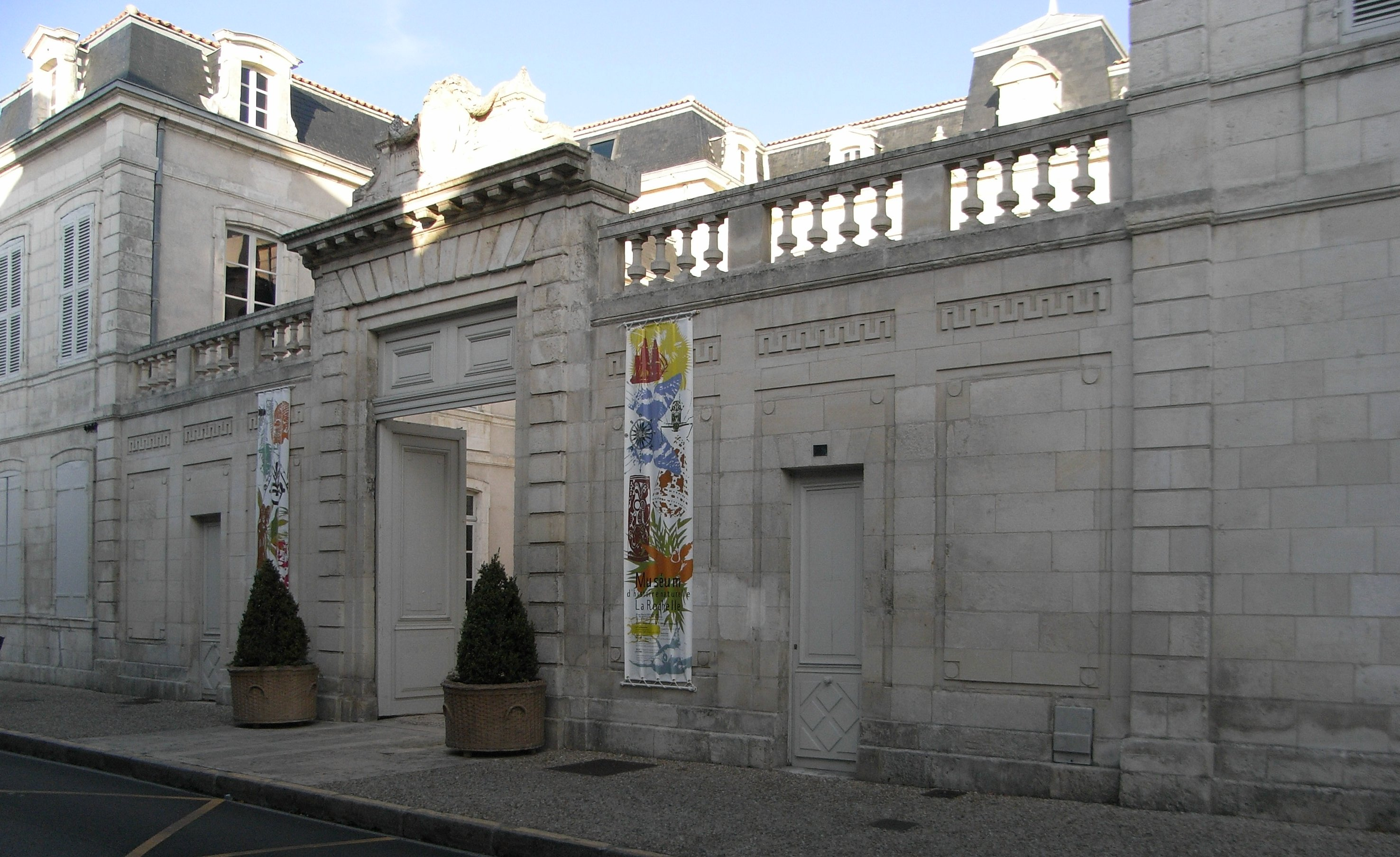
Le Muséum d'Histoire Naturelle à La Rochelle, un des pôles muséographiques les plus courus de la Charente-Maritime.

  - Musée rochelais d’histoire protestante

- À Rochefort :

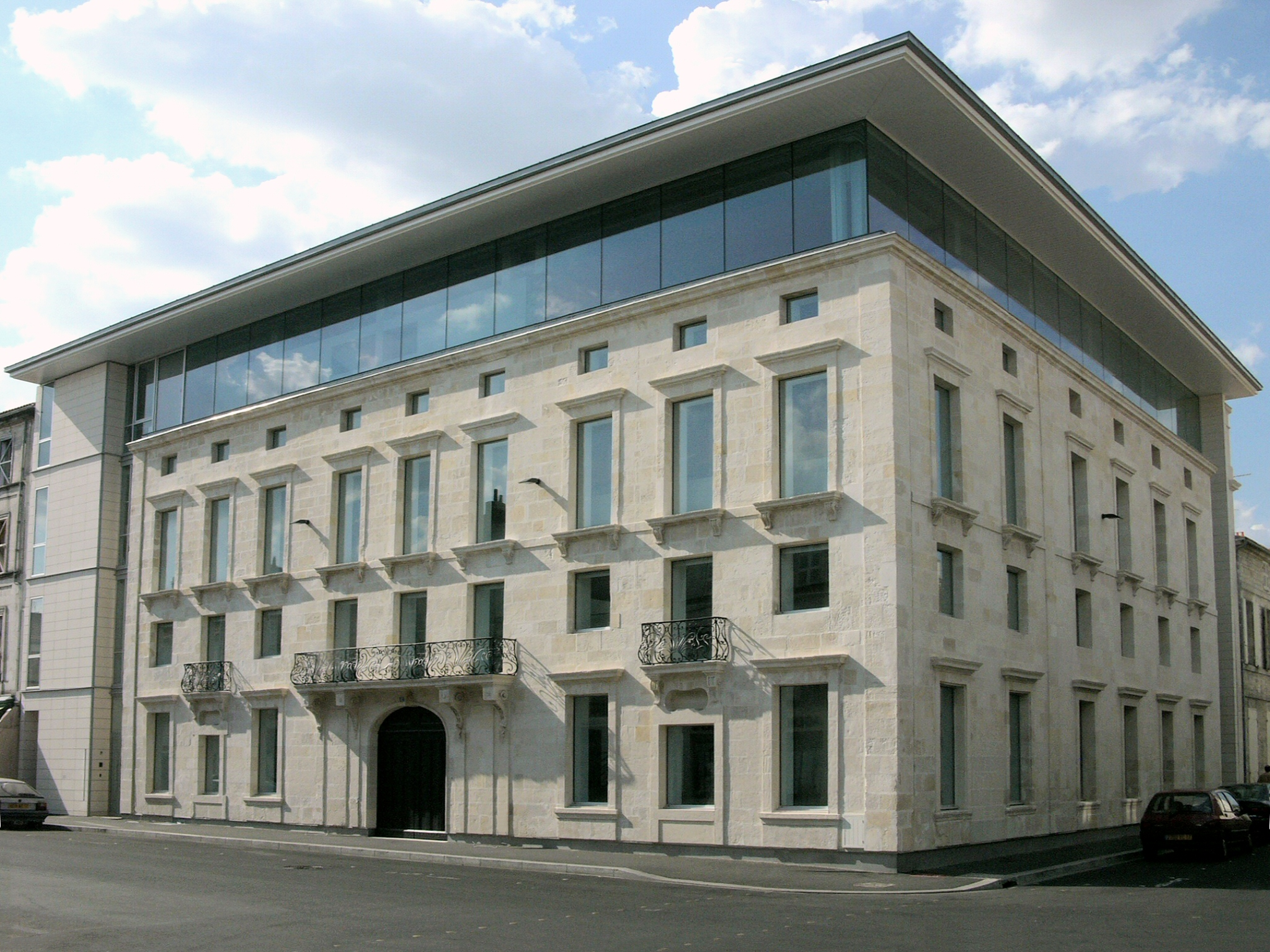
Le Musée Hèbre de Saint-Clément à Rochefort, l'un des musées les plus remarquables de la ville et de la Charente-Maritime.

  - Musées de la Corderie Royale et de L'Hermione.
  - Musée national de la Marine.
  - Musée de l'Ancienne École de médecine navale.
  - Musée de la Maison de Pierre Loti.
  - Musée Hèbre de Saint-Clément.
  - Musée de la Vieille Paroisse.
  - Conservatoire du Bégonia
- À Saintes :
  - Musée archéologique
  - Musée du Présidial
  - Musée de l'Échevinage de Saintes.

Dans les petites villes, ces musées sont certes moins prestigieux et moins nombreux que ceux des trois principales villes susnommées, mais ils offrent un intéressant point de vue sur l'histoire locale et contribuent à l'enrichissement de leur domaine culturel.

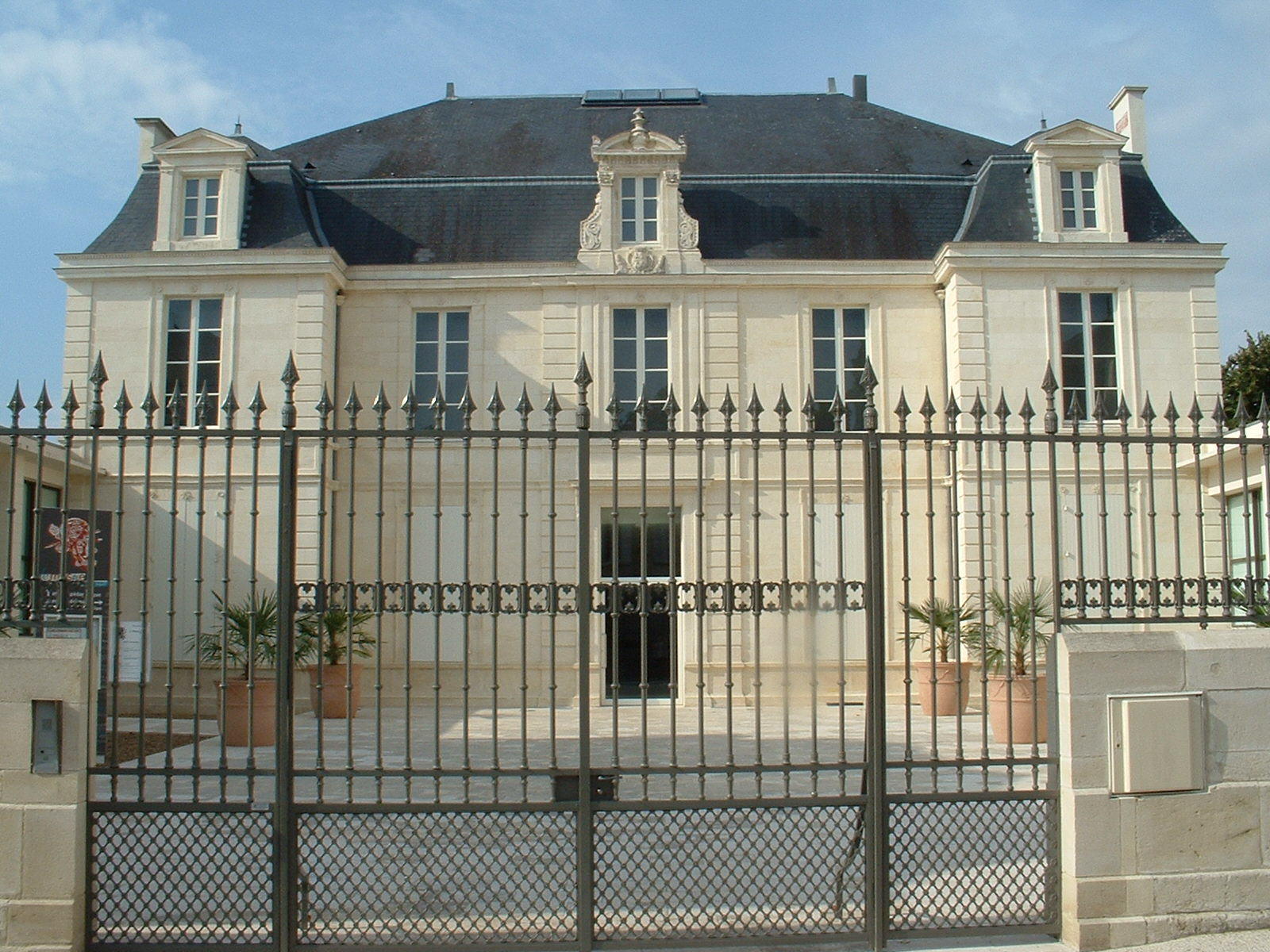
Le Musée des Cordeliers de Saint-Jean-d'Angély participe pleinement à la vie culturelle et touristique de la ville et de sa proche région.

Quelques-uns d'entre eux possédant de riches et rares collections et ont été labellisés. Ils participent activement à la vie culturelle et touristique de leur proche région.
- - Le Musée des Cordeliers de Saint-Jean-d'Angély.
  - Le Musée Régional de Fouras.
  - Le Musée Cappon de Marans.
  - La Cité de l'Huître de Marennes est davantage un écomusée et un musée interactif.
  - Le Musée archéologique de Pons présente une collection lapidaire de l'oppidum de Pons et de l'époque gallo-romaine de Pons.
  - Le Musée d'art et de traditions populaires de Montendre.

#### Les musées insulaires
En milieu insulaire, les musées les plus remarquables sont les suivants :
- - Musée Ernest Cognacq à Saint-Martin-de-Ré
  - Musée National Napoléon et Musée National Africain dans l'Île-d'Aix
  - Musée de l'Île d'Oléron à Saint-Pierre-d'Oléron.

#### Les musées ruraux

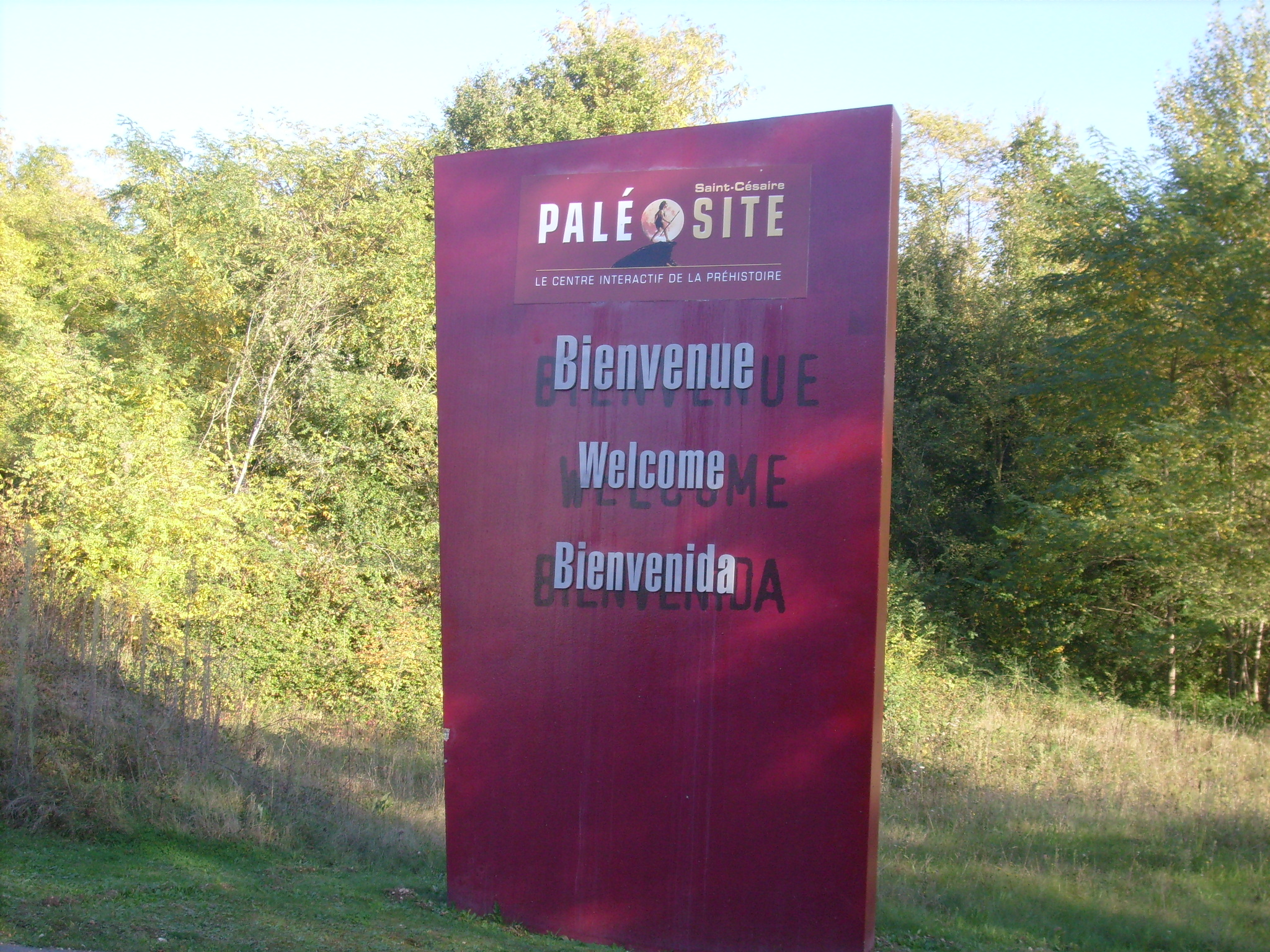
Le Paléosite de Saint-Césaire, une incontestable réussite muséographique en milieu rural

En milieu rural, un gros effort a été accompli, même s'il est vrai que ces musées bénéficient parfois d'une notoriété moindre que ceux qui sont situés dans les villes.
Moins nombreux que dans les villes, une vingtaine peut être répertoriée comme tels dans l'ensemble du département, ces musées ne bénéficiant pas d'un label qui leur permettrait de sortir de l'anonymat. Généralement, ils disposent d'une publicité beaucoup plus discrète en raison de moyens plus limités, surtout financiers. Pourtant, près d'une dizaine d'entre eux mérite vraiment de figurer sur la liste et quelques-uns sont de véritables réussites étant devenus de remarquables centres d'attraction touristique :
- Site troglodytique, les Grottes du Régulus à Meschers-sur-Gironde.
- Site archéologique, le site gallo-romain de Barzan.
- Site d'interprétation de la préhistoire, le Paléosite de Saint-Césaire.
- Musée de traditions et d'arts populaires en milieu rural et viticole, La Maison de La Mérine qui fait partie du Musée des Bujoliers également à Saint-Césaire et qui a fait l'objet d'un très important réaménagement intérieur en 2009.

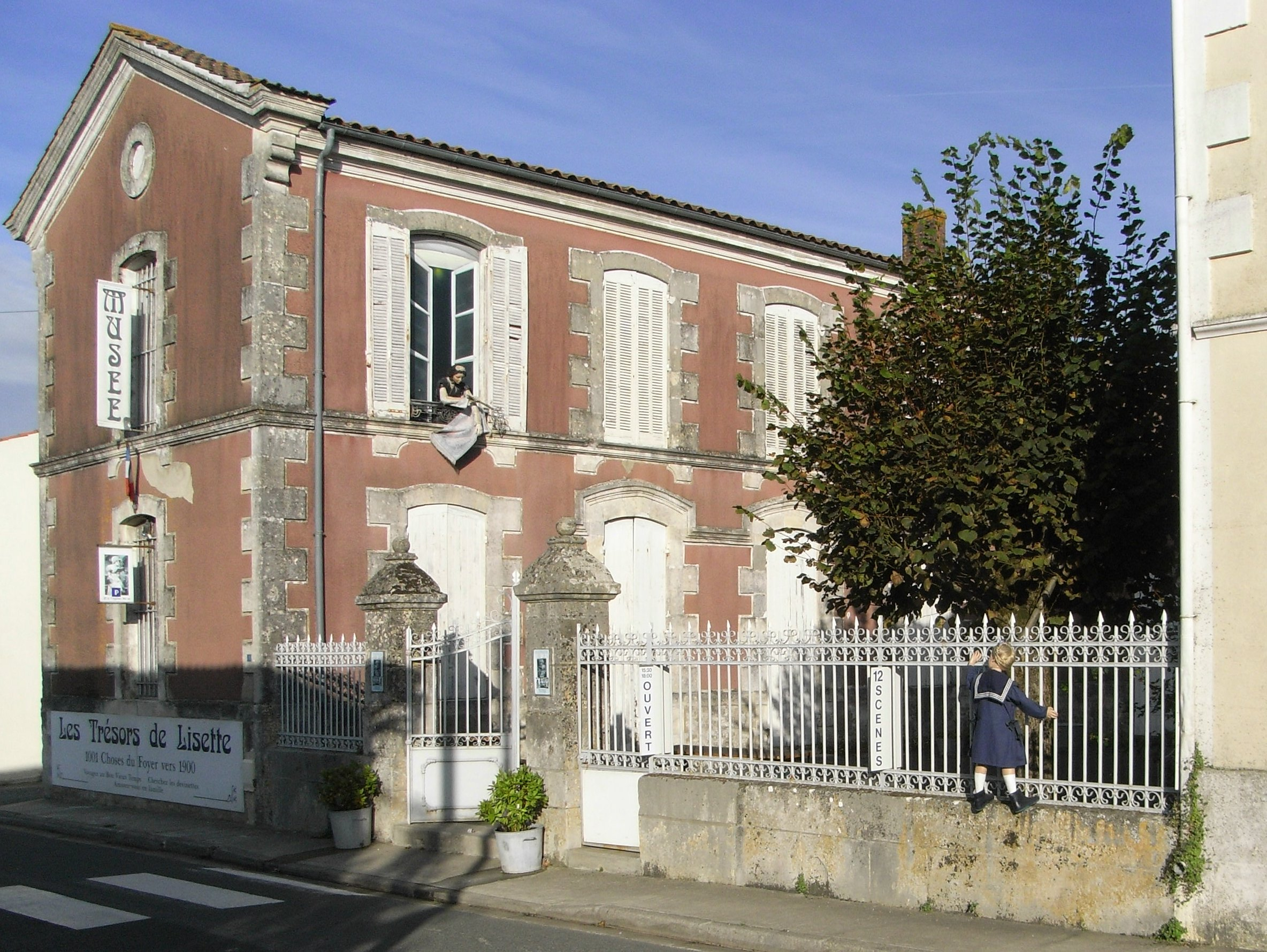
Le Musée des Trésors de Lisette à Archingeay a été aménagé dans une ancienne école du village. Il est devenu l'un des musées ruraux les plus attractifs de la Charente-Maritime.

- - Musée des Trésors de Lisette à Archingeay.
  - Musée de la céramique saintongeaise à La Chapelle-des-Pots. Ce musée rural retrace l'histoire de la céramique saintongeaise.
  - Musée artisanal et rural de Clion-sur-Seugne.
  - Musée municipal des anciens métiers et traditions populaires de Clérac.
  - Musée départemental de l'École Publique de Vergné.
  - Musée des Alambics - Écomusée du Hameau de Pirelonge à Saint-Romain-de-Benet. Cet écomusée est dans le style même des musées de plein air avec des expositions fort intéressantes sur la vie rurale et des animations permanentes particulièrement variées sur la vie agricole en Saintonge.
  - Écomusée du cognac à Migron.

### Tourisme événementiel

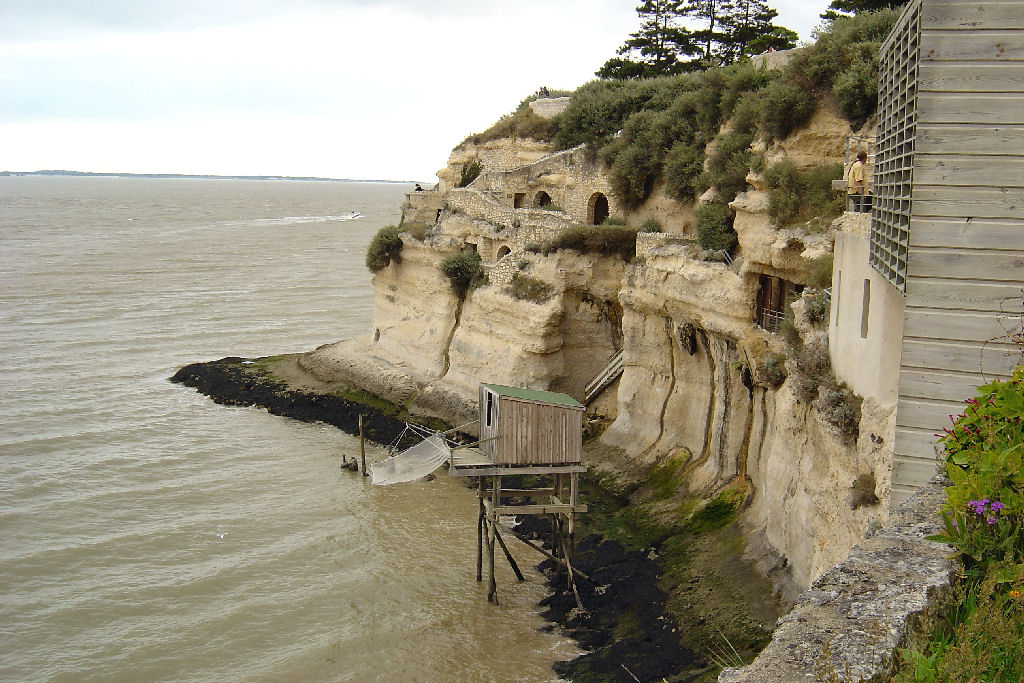
Accueillant, dans un environnement exceptionnel, plus de 70 000 visiteurs par saison les Grottes municipales des Fontaines et du Régulus sont un des acteurs incontournable du tourisme en Charente-Maritime.

L'offre de tourisme événementiel du département inclut de nombreux festivals répartis sur l'ensemble du territoire : ainsi du festival des Sites en scène (260 000 visiteurs en 2007), des Francofolies de La Rochelle (150 200 visiteurs), du festival Un violon sur le sable de Royan (150 000), du Grand Pavois de La Rochelle (104 500), du Festival international du film de La Rochelle (81 600) ou du Festival international d'art pyrotechnique de Saint-Palais-sur-Mer (38 000).
Des manifestations plus locales et beaucoup moins connues du large public sont organisées autour de groupes locaux et mobilisent selon la programmation en jeu quelques milliers de spectateurs mais il s'agit d'évènements ponctuels qui ont lieu l'espace d'un week-end malgré la couverture médiatique assurée dans la presse locale : festival du Trou-Perdu de Pont-l'Abbé-d'Arnoult, Vervantesk rock show de Vervant ou encore Les Fous Cavés déambulent de Port-d'Envaux.

## Listes

### Liste des principaux lieux touristiques
- L'Aquarium de La Rochelle
- Le Zoo de La Palmyre, parc zoologique privé le plus fréquenté de France et l'un des plus importants d'Europe.
- Le chantier de reconstruction de l'Hermione à Rochefort

- Le fort Boyard
- L'ancienne citadelle de Brouage
- Le château des énigmes de Pons

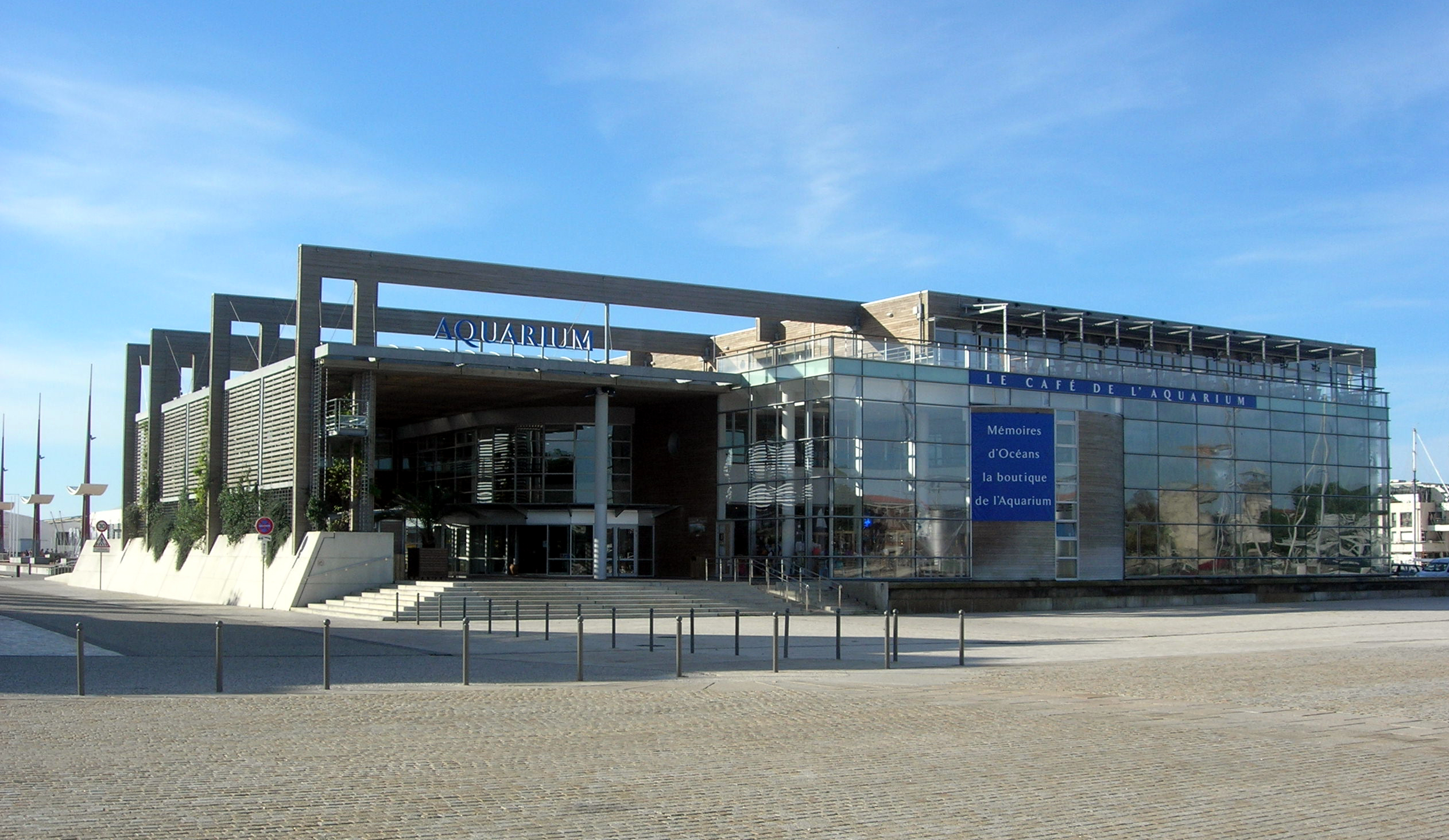
L'aquarium de La Rochelle.

- Le Parc des Jardins du Monde de Royan
- Le parc de l'estuaire de Saint-Georges-de-Didonne
- Grottes de Matata et de Régulus à Meschers-sur-Gironde
- La Maison de la nature de l'île d'Oléron
- Le Paléosite de Saint-Césaire
- Le centre aquatique des Antilles de Jonzac
- Le château de la Gataudière à Marennes

### Liste des principaux monuments
1. Vestiges préhistoriques 
- Dolmen d'Ardillières.
- Dolmen de Montguyon.

2. Vestiges d'époque romaine
- Arc de Germanicus de Saintes.
- Amphithéâtre de Saintes

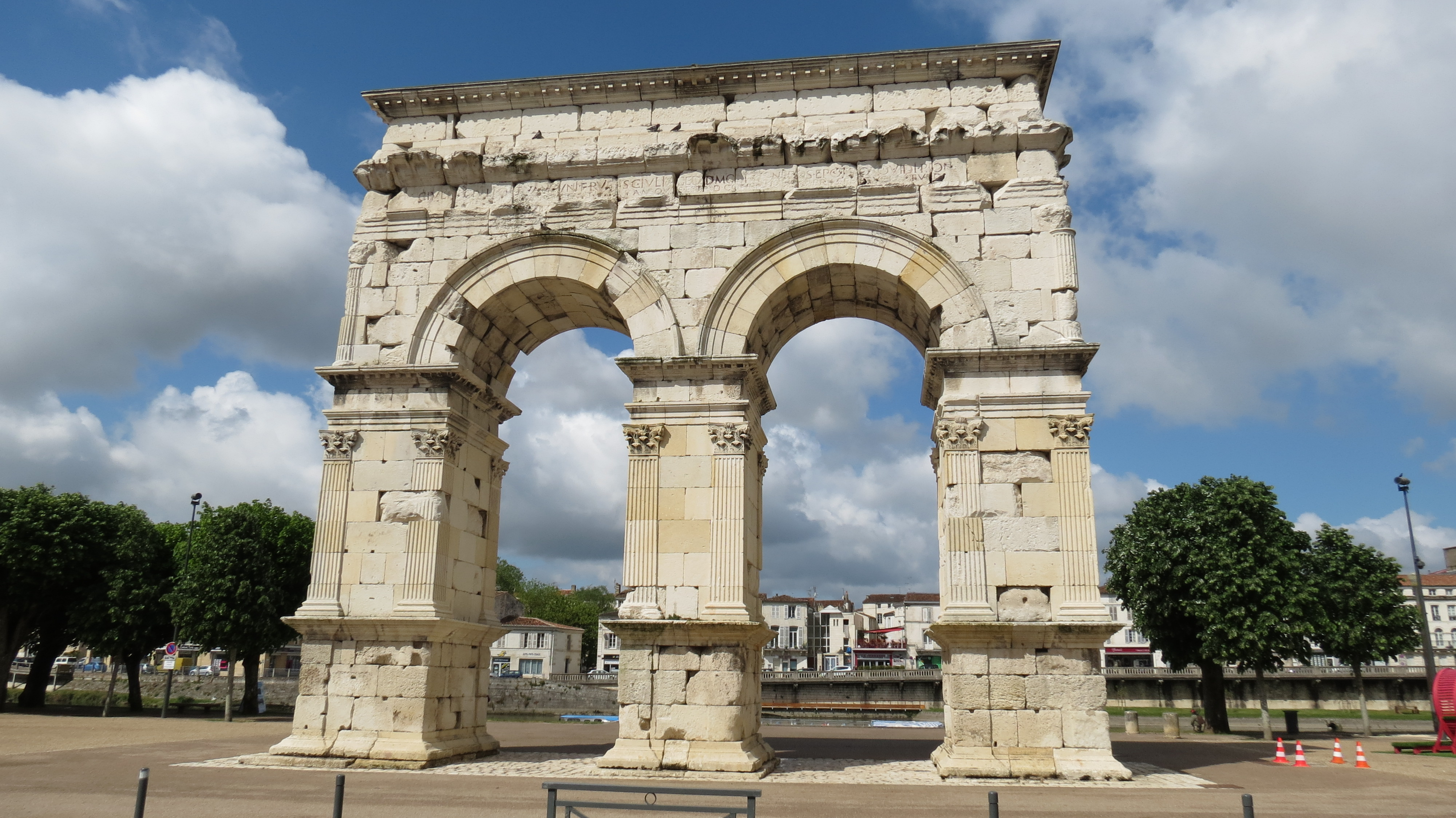
L'arc de Germanicus sur les bords de la Charente, à Saintes.

- Thermes de Saint-Saloine de Saintes
- Tour de Pirelonge de Saint-Romain-de-Benet
- Site gallo-romain de Barzan

3. Art roman et médiéval
- L'église Sainte-Radegonde de Talmont-sur-Gironde
- L'église Saint-Pierre-de-la-Tour d'Aulnay
- La basilique Saint-Eutrope de Saintes
- L'Abbaye aux Dames de Saintes

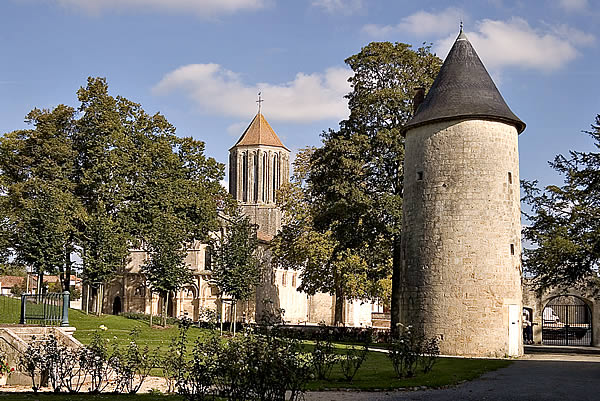
Surgères, la tour Hélène et l'église Notre-Dame

- L'église Saint-Pierre de Pont-l'Abbé-d'Arnoult
- L'église Notre-Dame de Surgères
- L'Hôpital des pèlerins de Pons
- Le donjon de Pons
- La Tour de Broue de Saint-Sornin
- Le Jardin de sculpture romane de l'autoroute A10, à Lozay

4. Art gothique

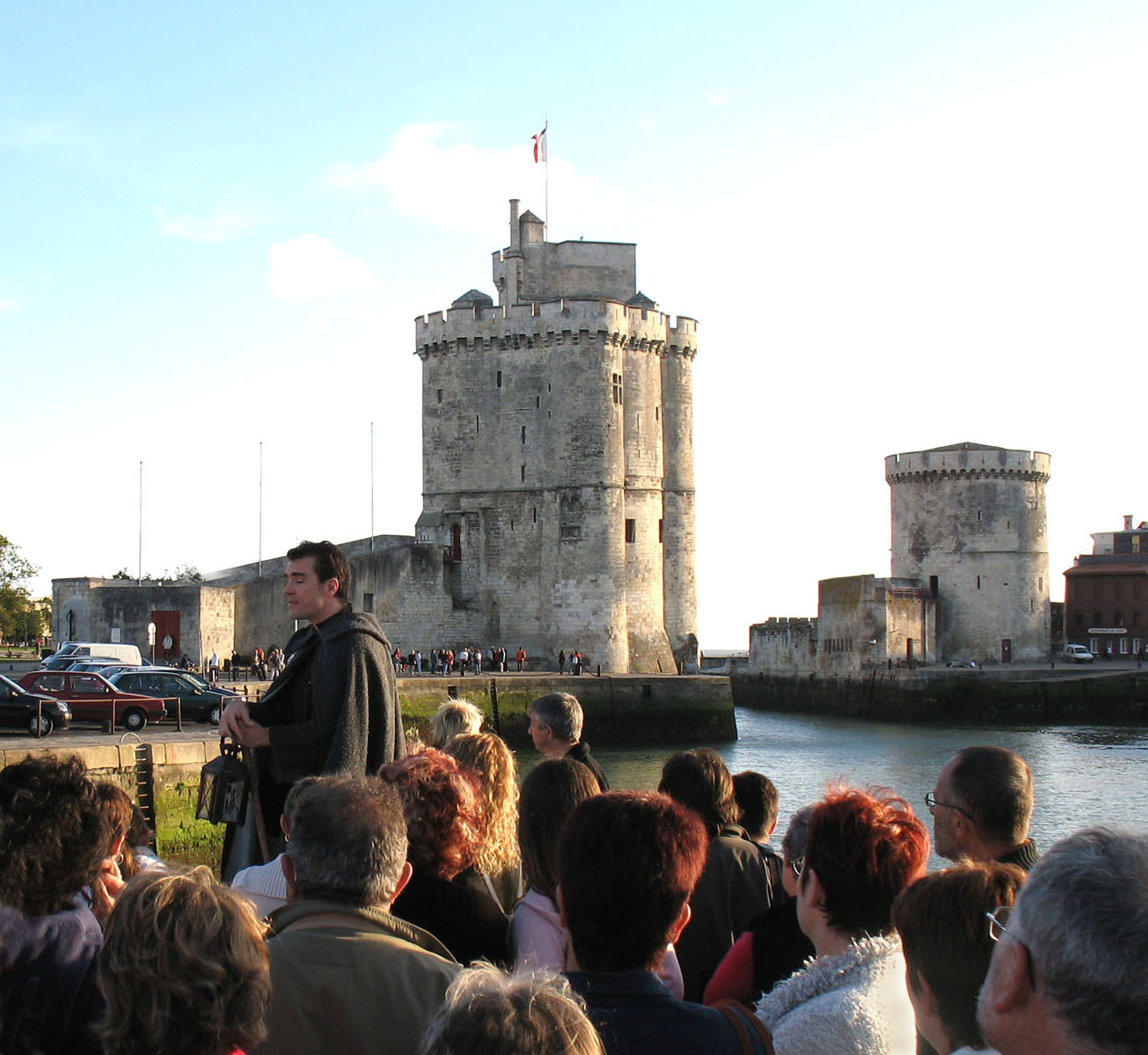
La Ronde de nuit à La Rochelle

- La Tour Saint-Nicolas, la Tour de la Chaîne et la Tour de la Lanterne à La Rochelle
- La cathédrale Saint-Pierre de Saintes
- L'abbaye des Châteliers
- Le Prieuré de Trizay
- L'abbaye de Sablonceaux
- L'église Saint-Pierre de Marennes
- Le château de Nieul-lès-Saintes
- Le château de Saint-Jean-d'Angle
- Le porche de Pont-l'Abbé-d'Arnoult

5. Art de la Renaissance

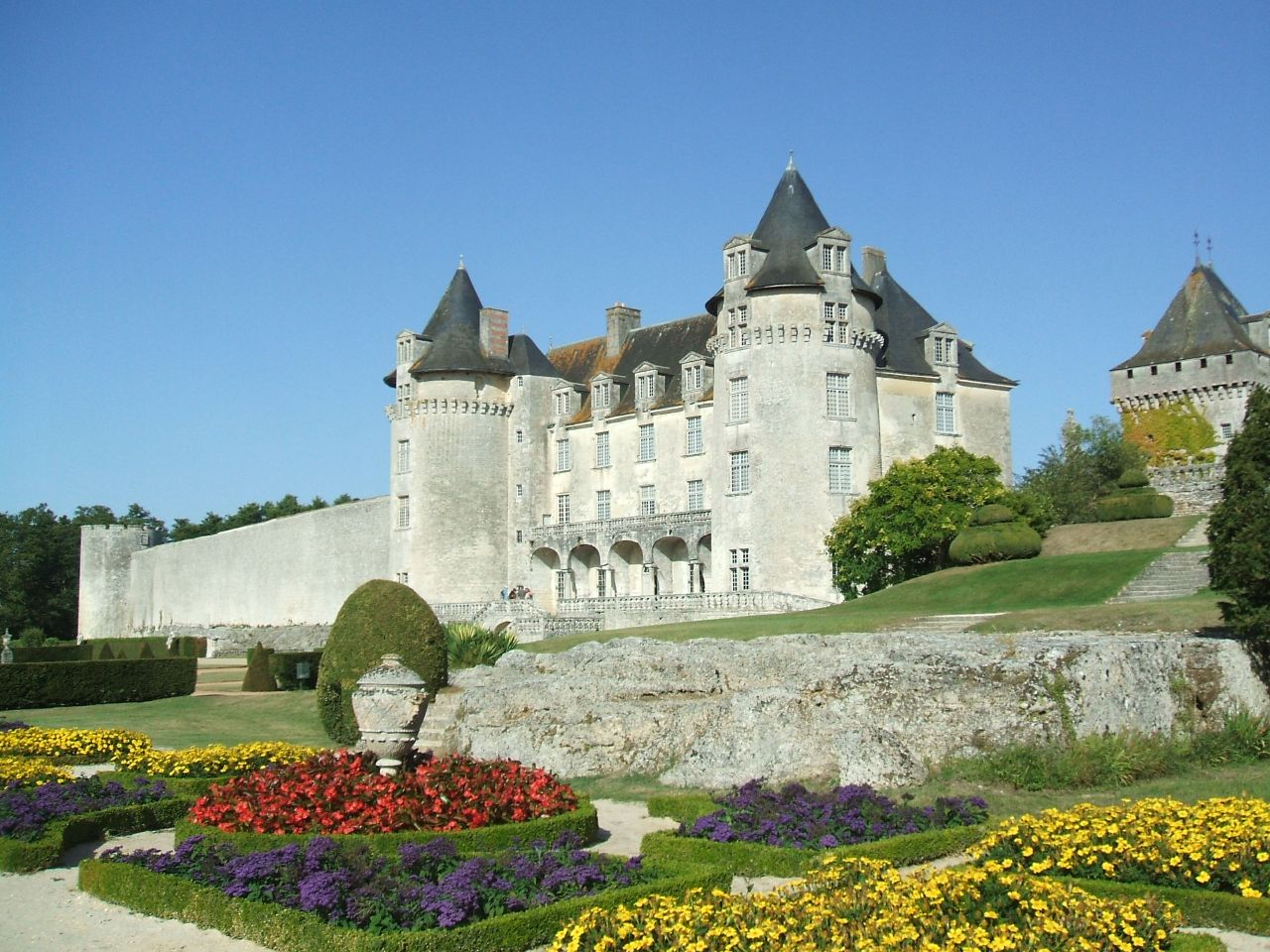
Le château de la Roche-Courbon

- Le château de la Rochecourbon à Saint-Porchaire
- Le château de Crazannes
- Le château de Dampierre-sur-Boutonne
- L'église Renaissance de Lonzac
- L'église Renaissance de Fléac-sur-Seugne

6. Art classique
- La ville fortifiée de Brouage
- L'Hôtel de Cheusses à Rochefort
- L'ancien hôpital de la Marine à Rochefort

- La corderie royale de Rochefort

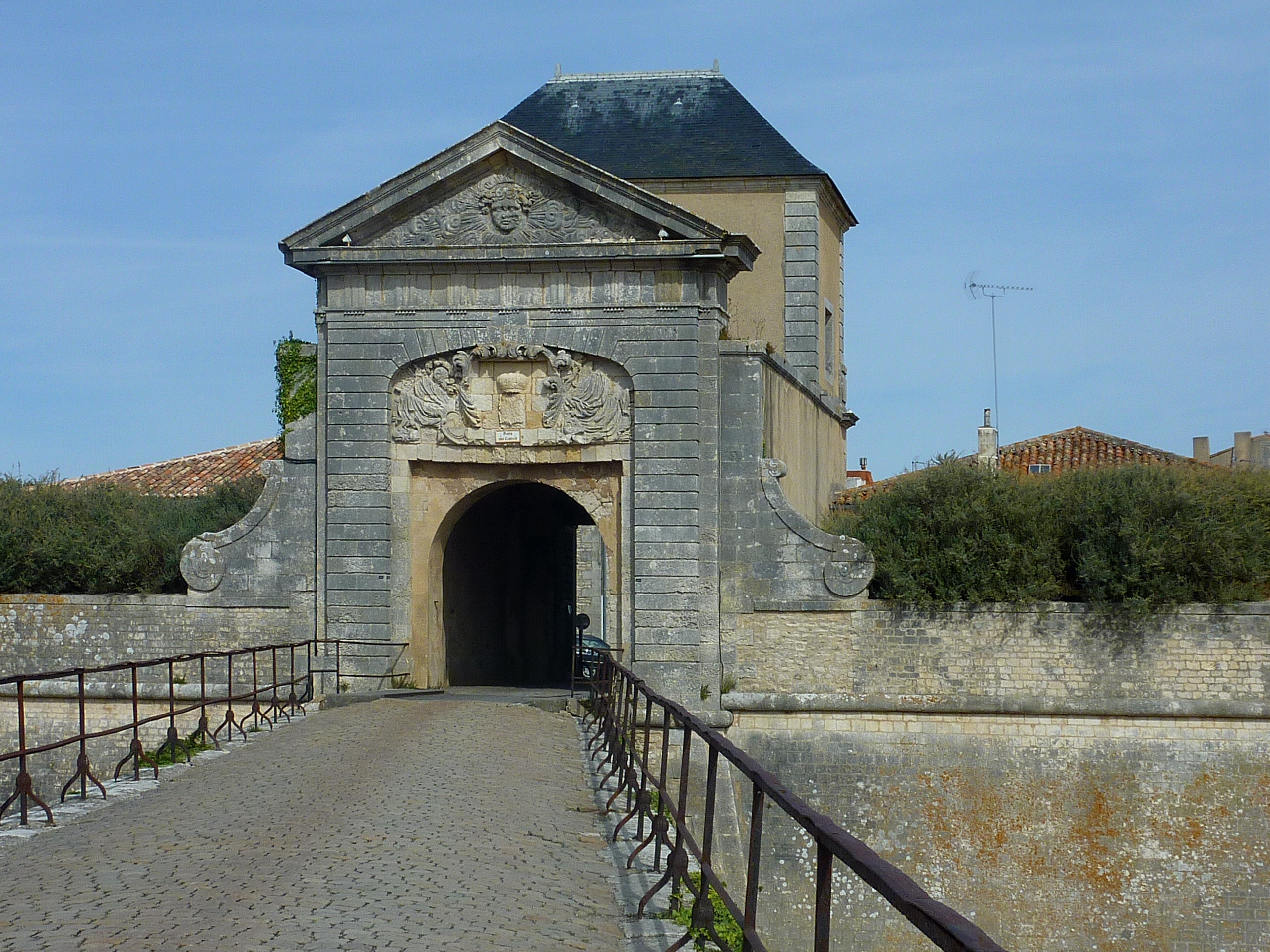
Saint-Martin-de-Ré, la porte des Campani

- Cathédrale Saint-Louis de La Rochelle
- Château de Buzay
- Château du Douhet
- Château de Panloy
- Château de Plassac
- Les forts maritimes : Fort Boyard, Fort Louvois, Fort Énet, Citadelle de Saint-Martin-de-Ré, Citadelle du Château-d'Oléron, Fort Lupin, Fort Liédot, Fort de la Rade

7. XIXe siècle
- Le Pont suspendu de Tonnay-Charente
- Le pont transbordeur du Martrou à Rochefort

8. XXe siècle

Le Palais des Congrès de Royan

- Le Pont de l'île d'Oléron, le Pont de la Seudre, de Pont de l'île de Ré et le Pont de la Charente.
- La Maison de Pierre Loti à Rochefort
- L'église Notre-Dame de Royan
- Le temple protestant de Royan
- Le Palais des Congrès de Royan
- Le Marché Central de Royan

## Pour approfondir

### Repères bibliographiques
Liste des ouvrages (Liste alphabétique par auteur)
- Béteille (Roger) et Soumagne (Jean), (ouvrage collectif sous la coordination de), La Charente-Maritime aujourd'hui, Milieu, Économie, Aménagement, 1987.
- Bonneton (Christine) (ouvrage collectif sous la direction de), Charente-Maritime - encyclopédie Bonneton, éditions Bonneton, Paris, 2001.
- Claverie (Agnès), La vie d'autrefois en Charente-Maritime, éditions Sud-Ouest, 1999.
- Combes (Jean) et Daury (Jacques) (ouvrage collectif sous la direction de), Guides des départements : la Charente-Maritime, éditions du Terroir, Tours, 1985.
- Rieupeyrout Jean-Louis, Poitou-Charentes, Nathan/Guides Delpal, 1987.

Articles parus dans la presse départementale
- Quotidien régional Sud-Ouest, édition Charente-Maritime (Agence de presse de La Rochelle).
- Hebdomadaire d'informations locales L'Hebdo de la Charente-Maritime (siège de publication : Surgères).
- Hebdomadaire d'informations locales Le Littoral de la Charente-Maritime (siège de publication : Marennes).